# 終わりのクロニクル
『終わりのクロニクル』（おわりのクロニクル）は、川上稔による日本のライトノベル。イラストはさとやす（TENKY）が担当している。電撃文庫（メディアワークス）より2003年6月から2005年12月まで刊行された。
日経BP社がインターネットで実施したアンケートを基に公表した「2003年度ライトノベルランキング」では8位を獲得している。『このライトノベルがすごい！』作品部門では2006年版で5位、2007年版で7位をそれぞれ獲得している。2008年7月時点で累計部数は130万部を突破している。
著者による架空の世界観「都市世界」における「AHEAD」時代を取り扱った作品であり、書名にはそれを示す「AHEADシリーズ」の表記がなされている。

## あらすじ
第二次世界大戦という歴史の裏側にもう1つ、決して表に出ることのない戦争があった。平行して存在し干渉しあう性質を歯車に例えてギア(G)と呼ばれる11の世界が生き残りをかけたその戦争は、全ての物事の究極の理由「概念」を奪い合い滅ぼすことから概念戦争と呼ばれた。そして概念戦争に勝利した最低の世界、「Low-G」に全てが隠蔽されてから60年、ある問題が起きた。
Low-Gのみが所持する「マイナス概念」の活性化。それにより、今や唯一のGとなったLow-Gは再び滅びの道を歩み始めた。滅びを回避するには、かつて滅ぼした10のGの概念の力が必要だった。概念戦争を知り、10のGを滅ぼした組織「UCAT」は、各異世界の生き残り達との交渉のための専門部隊全竜交渉部隊（チームレヴァイアサン）を編成する。
1人の少年は祖父からその代表たる役目と権利を譲られ、「自分が本気になるために」交渉役を引き受ける。自ら悪役を名乗る少年、その名を佐山・御言。全ての遺恨を収め世界を救うための交渉、全竜交渉（レヴァイアサンロード）が、
「佐山の姓は悪役を任ずる」
その言葉とともに始まる。

## ギアと概念戦争
ギア（G）とは、Low-GとTop-Gを中心にして一定周期で旋回する10の異世界の総称。10の異世界は独自の物理法則（概念）とそれに由来する文化・技術を持ち、一定周期でLow-G・Top-Gに接近する事で文化などに影響を与えた。
各Gとの接点は地球上の特定の地域に多く、そのため各GはLow-Gにおける神話の原型であるとされている。
また、地脈の流れから見た世界と日本列島が相似で互いに影響を与えうるとする説(神州世界対応論)により、日本に各Gへの接点が作られることになる。
後にLow-G西暦1999年12月25日に全Gの周期が重なり、その時最も多くの概念を持つG以外が滅びる事が判明する。それによりGが他Gに概念核略奪の為に侵攻する戦争、「概念戦争」が勃発した。
※以下、対応地域は『世界における対応/日本における対応』の順。

### 1st-G
- 主要概念：文字が力を持つ概念
- 対応神話：ニーベルンゲンの災い
- 対応地域：ドイツ/近畿地方

1st-Gの世界観
テーブル型大地をドーム状の空が覆う内向型構造で、星はドーム内面に張り付き、太陽は地下道を通って周回する。昼夜は太陽の出没で区別し、月は存在しない。大気には1st-Gにとっての文字の役割を担う精霊が存在し、1st-G住人は説得する事で自然を操作出来た。生物は文字という力が進化と突然変異を繰り返した末に誕生した。そのため1st-G生物は体内に遺伝子として文字があり、多様な能力を持つ反面で1st-G外での生存能力を著しく欠く。
文化はヴォータンという王国が周辺の集落や街を統括する体制をとっていた。土地は狭かったが文字と対話によって事象を操り、不便は少なかった。しかし文字を書くとそれが現実化してしまう危険があったために、筆記系の文化は王族や専門職にのみ与えられ発達しなかった。
1st-Gの概念戦争
元来の戦闘力が低い1st-Gは、種族の戦闘力強化や5th-G機竜を解析して自前の機竜を開発して抗った。しかし戦中に王妃を失った1st-G王は“門”を封鎖して概念戦争から遠のき、衝突時間ギリギリで生き残ったGに亡命する事を定めた。しかしグートルーネやレギンの庇護を受けていたジークフリート・ゾーンブルクがグラムを強奪、ハーゲンを除く王族とファブニールを殺して概念核の半分を持ち去った。それによって1st-Gは滅びたとされる。

### 2nd-G
- 主要概念：名前の意味が力を持つ概念
- 対応神話：日本神話(古事記・日本書紀)
- 対応地域：日本/伊豆七島

2nd-Gの世界観
何もない空間に地中・地表・空のみで構成される一種の筒状構造であり、天体に関しては明確にされていない。2nd-G人類は概念核を自然制御装置として地中に置き、2nd-Gを巨大なバイオスフィア（密閉型の人工生態系）として改造した。人種はLow-Gの日本人とほぼ同様である。概念柄世襲制が中心となり、皇族を中心にして統治されていた。名が一生ついて回る以上、多少の変更は効くものの姓名の意味と能力は一生付き合わなければならない。
2nd-Gの概念戦争
戦争に向けた準備は行われたが、炎竜八叉となった概念核の暴走で危機に瀕したため、最も早くLow-Gに恭順した。助力を求められた大城・宏昌の対処も間に合わず2nd-Gは焼き尽くされ、Low-Gに亡命した2nd-G人類を追って八叉も2nd-Gを離れたので2nd-Gは滅びた。その後宏昌は2nd-Gの技術者達と協同して荒王と十拳を開発、荒王の溶解と自らの死を代償にして十拳に八叉を封印した。

### 3rd-G
- 主要概念：金属が生命を持つ概念・小規模重力制御
- 対応神話：ギリシャ神話
- 対応地域：ギリシャ/瀬戸内海

3rd-Gの世界観
有限の空に無数の大陸が浮かぶ構造で、古代は海もあったが概念戦争以前に消滅した。人類は個々が細分化した概念核を持ち、恩恵として何らかの自然を操る能力と数千年単位の長寿を有した。細分化した概念核は保有者の死で本体へ戻り新生児に付加される為、3rd-G人類は概念核を「冥府（タルタロス）」と呼び、後に制御装置「冥府機構（タルタロス・マキナ）」を建造した。個体数の少なさを武神と自動人形で補い、政治は王族によって全大陸が統治された。
3rd-Gの概念戦争
当時最高位の技術力で勝利しようとしたが、開戦で後手に回った事、只でさえ少ない人類が戦死と原因不明の出産率低下で急速に減った事、9th-Gにより大陸を一つ破壊された事で余裕を失った。当時の王クロノスはゼウスに幽閉され、新王となったゼウスは生存の為に同胞や捕虜を武神に改造し、レアとの子（後の飛場・美影）をクローン技術で増産し母体とする近親相姦の計画を練った。それでも優勢を得ず、3rd-G人類が王族のみになった頃にゼウスは9th-Gに恭順した。しかし乗り込んできた飛場・竜徹によってゼウスやアポルオンは殺され、概念核の半分を奪われて3rd-Gは滅んだ。

### 4th-G
- 主要概念：植物が動物化する概念
- 対応神話：アフリカ神話
- 対応地域：アフリカ/九州

4th-Gの世界観
恒星を中心に3つの環状大地が自転する構造で、大地は動物化した植物に覆われ、環状の内側には川が流れていた。生態系に差異が生じると他の大地との交差時に情報を交換し、生態系を均一化した。人類は存在せず、動物化した植物（本編でいう「草の獣」）だけが住み、ムキチの統制のもとで暮らしていた。
4th-Gの概念戦争
高い生命力と治癒力はあるものの戦闘力は無く、しかし概念核を持つムキチが所在不明で滅ぼす事も出来ず、概念戦争からは除外された。しかし佐山・薫だけは正体を見破り、結ばれた約束が果たされた時はLow-Gに協力する、という交渉が成された。薫は約束を果たせなかったが、ムキチはいつか眷属によって果たされる事を期待して草の獣と共にLow-Gへ移住、4th-Gは滅びた。

### 5th-G
- 主要概念：落下方向を任意で決定する概念
- 対応神話：ネイティブアメリカンの神話(アステカ神話)
- 対応地域：アメリカ/北海道

5th-Gの世界観
大気のある宇宙に2つの惑星が隣接して浮かぶ構造で、概念を応用した飛行技術で両惑星の交流は早期から行われた。機竜はその一環として造られ、人類はそれぞれを資源惑星と居住惑星に使い分けた。概念戦争では惑星を要塞化したものの黒陽に破壊され、惑星の残骸が散らばる世界となった。政治大系は不明、惑星破壊後は白創が黒陽を除く全機竜を統率した。
5th-Gの概念戦争
資源惑星を防衛基地に、居住惑星を生産基地に改造し、戦力として黒陽と白創が造られた。しかし黒陽は「護るべき人類を武装して送る基地を破壊すれば平和になる」と解釈して両惑星を破壊、5th-G人類を死滅させた為に暴走した。白創は残った機竜達を率いて襲い来る黒陽を迎撃し、5th-Gは内乱となった。その後ショートル3は墜落したLow-Gで護国課に協力、リチャード・サンダーソンと共に黒陽を撃墜した。しかし決戦はLow-Gで行われた為、5th-Gは滅んだ。

### 6th-G
- 主要概念：輪廻転生の概念
- 対応神話：インド神話
- 対応地域：インド/静岡

6th-Gの世界観
2つの川を挟んで「破壊」「停滞」「再生」の三種の空間が存在していた。生物は停滞の空間で暮らし、死亡すると魂は破壊の空間へ移り、肉体を与える再生の空間を経て再び停滞の空間に戻る。人類は総じて黒人系であり、政治は複数の政治家によって方針を決める民主主義だった。
6th-Gの概念戦争
戦渦により破壊の空間が広がった為、それぞれの河川にヴリトラとヴァジュラを配置して安定させた。だがそれによって政治家達は死と再生を管理出来るようになり、民衆は反発して内乱が発生した。やがて不毛に気付いた人類はヴァジュラとヴリトラを「災いの象徴」とし、調査に来ていた出雲・全に押し付けた。後に全はそれらをLow-Gに持ち帰ったので6th-Gは滅びた。
後の全竜交渉では、10th-G残党と協力してG-SpとV-Swを強奪しようとしたが出雲・覚と風見・千里に防がれ、自決用の試作型ヴリトラも破壊された事でLow-Gに恭順した。

### 7th-G
- 主要概念：不明(肉体改造に長ける)
- 対応神話：中国神話(神仙譚)
- 対応地域：中国/東北

7th-Gの世界観
起伏に富んだ8つの円盤状大地が連なる階層構造で、最上階にあたる9つ目の大地には巨大な山と川が流れていた。人間の身で文化・文明を極める事に執心し、人類はほぼ全てが仙人・仙神と呼ばれる技術者で、人間が生きるのに最高の環境が築かれていた。延命や不老といった人体改造系の技術に特化し、施術し続けた末に人類の行き着く最高潮に達したとされる。天体・政治体系は不明。
7th-Gの概念戦争
“門”を閉ざして異Gの交流を一切断っていたが、一度だけ日本UCATを侵攻して壊滅させかけた。しかし趙・晴と共感して侵攻を中止、7th-Gに招いて全技術を託す後継者とした。後に7th-G全人類は四竜兄弟として概念核と合一、Low-Gが概念核を譲るに足る「芳醇な世界」であるかを見定める為に渡った為、7th-Gは滅びた。

### 8th-G
- 主要概念：熱量が生物化する概念
- 対応神話：アボリジニ神話
- 対応地域：オーストラリア/四国

8th-Gの世界観
何もない空間に大小無数のワムナビの遣いが浮遊する構造だった。サイズは砂粒大から惑星大まで多様であり、思考による熱量で生命を維持し、より高度な計算力を得るように進化していった。人類は存在せず、統率者を要する種族でもなかったので政治体系は存在しない。
8th-Gの概念戦争
有能な計算力からどのGでも馴染めると悟っていたワムナビの遣い達は、戦闘力や故郷への執着の無さもあって、概念戦争を移住によって解決しようとしていた。そこへ調査に来た新庄・要からしりとりを教わり、約束と「なぞなぞ」を与えられた。ワムナビの遣い達はそれらを果たす為にLow-Gへ亡命し、概念核を持つワムナビも移ったので8th-Gは滅んだ。

### 9th-G
- 主要概念：光と闇、熱と停止の概念
- 対応神話：ゾロアスター神話
- 対応地域：中東/紀伊半島

9th-Gの世界観
光熱と闇が切り替わる空間に球状大地が浮かぶ構造で、天体は無く、空そのものが太陽と闇夜を担った。昼夜は温度差が激しく水源も少ない厳しい環境だったが、人類は水源を中心にして街を作り、幾度かの抗争を経て王家を定めた。人類は総じて中東系で、王家と将軍家による政治と軍事の分担が行われていた。両家は反発したが概念戦争時代の王サルバによって平定され、開発途上で放棄されていたザッハークによって土地を開発しようとしていた。
9th-Gの概念戦争
純戦闘Gとして3rd-G、5th-G、10th-G崩壊の原因となったものの、サルバは9th-Gに他Gの生き残りを迎える計画を練っていた。しかし和平政策を嫌った家臣達はサルバを暗殺し、10th-Gから奪ったトールハンマーとサハルナズによってザッハークを戦闘用として起動、全てを諦めたハジに軍と恭順した3rd-Gを率いさせて勝利しようとした。しかし調査に来ていたアブラム・メサムがビルマーヤでハジに重傷を負わせ、ザッハークをサハルナズごと破壊した。概念核はビルマーヤに統一されて持ち出された為、9th-Gは滅んだとされる。

### 10th-G
- 主要概念：不明(神の力、加護など)
- 対応神話：北欧神話
- 対応地域：ドイツ/近畿地方周辺

10th-Gの世界観
1st-Gが民話中心であるのに対し、10th-Gは神々が住むGだった。
概念核を宿した世界樹を主軸に天上・地上・地底が連なる3層構造で、天上と地上は繋がっていた。天上に住む神々は人間達を管理し、地底には罪を得た死者や巨人達が住んでいた。詳細な政治大系は不明だが、神族が中心となって世界を統治していた。 精霊の住む大気は清浄であり、神々はその中でしか健康を保てない。
10th-Gの概念戦争
滅亡の予言に神々は概念核を抽出して治世を保とうとしたが内乱が勃発、鎮圧用にトールハンマーが開発されたが、地下組織の手引きを得た9th-Gに奪われた。神々は調査に来ていた出雲・全に奪還を託し、奪還されたトールハンマーはG-Spに改造され概念核が収められた。しかし9th-Gによって組み込まれたザッハークの遺伝子で概念核は神焉竜に変貌、10th-Gを滅ぼした。後に神焉竜はLow-Gに出現し、衣笠・天恭を人柱にした封印式でG-Spに封印された。
全竜交渉は出雲・覚と風見・千里により、6th-Gと同時に恭順している。

### Low-G
- 主要概念：矛盾許容概念
- 対応神話：聖書
- 対応地域：-

Low-Gの世界観
本編の舞台となる世界。マイナス概念を有する為にいかなる長所も持たない「最低の世界」。『聖書』の原型とされ、各Gを神話・伝説として伝える。
各Gの負荷を抱え込んだ「吹き溜まり」で最弱と蔑まれたが、しかし概念戦争に勝利して現存唯一のGとなった。本編現在、各Gの亡命者が多数存在しているが、その全てがUCATに恭順している訳ではない。マイナス概念の活性化による自滅の危機に瀕し、全竜交渉によるプラス概念の全解放で危機を脱しようとしている。
Low-Gの概念戦争
当時概念すら知らないLow-Gは衣笠・天恭の神州世界対応論により地脈という形で接触し、そして機竜と武神の残骸を見た事で概念戦争に気付いた。やがて護国課は日本UCATとなり、8人の異G調査員が集めた技術、恭順した2nd-G、3rd-Gの亡命者レア、そしてショートル3を筆頭とした5th-G機竜群と協力して戦力を揃え、後に調査員達が概念核を奪う事で他G全てを滅ぼした。Top-Gは五大頂が率いる旧日本UCATが約定を破って滅ぼしたとされる。なお、その時の争いで関西大震災は発生した。
Low-Gの真実
Low-GはTopーGとの争いの際、逆封印によって世界が始まる前の無に落とされたノアが内包していたマイナス概念から発生した。そしてこれによって反発精製されたプラス概念によって10のGが生まれ、Low-Gの鏡面対極としてTop-Gが生まれた。
この時、本来何もないはずの無に何かが存在するという矛盾が生まれたことで、Low-Gはそれを許容するための矛盾許容概念を保有している。Low-Gがマイナス概念のみで存在しているのも、それに反発するプラス概念が持ち込まれても消滅しなかったのも、本来不可能である概念創造がこの世界では可能になるのも、全てはこの概念の存在によるものである。

### Top-G
- 主要概念：全プラス概念
- 対応神話：聖書
- 対応地域：Low-G

Top-Gの世界観
Low-Gに密接する12番目のGで、Low-Gを除く全Gのプラス概念を持つ最高位の世界。存在はLow-Gと10th-G、一部の9th-G人のみに知られていた。
Low-Gと全く同じ構造をしており、人間に関しても対となる人物が存在することが多いが、基本的に性別が逆転している。
Top-Gの概念戦争
10のGに気付かれず、Low-Gとは「衝突時刻まで争わない」という約定を結んでいた為、40年代の概念戦争には関わらなかった。後に最高位の責任を果たす為に全ての異Gを受け入れる計画を進め、新庄・由起緒とノアによる概念創造技術でそれを完遂させようとした。しかし1995年12月25日、Low-G崩壊を拒んだ旧日本UCATによってノア内のマイナス概念を暴走させられ、Top-Gは滅んだとされる。

## 概念
概念とは、あらゆる事象の原因にある「それはそういうものだから」と言わざるを得ない部分の事。簡単に言うと物理法則のようなもの。
自弦振動
概念の力を示す可変一定周期の震動波。大きく分けて母体自弦振動と子体自弦振動の2つが存在し、あらゆる存在はこの2種を有している。
母体自弦振動
保有している存在がどのGに所属しているのかを示す自弦振動。人名における姓の様なもの。
子体自弦振動
保有している存在の個性を示す自弦振動。姓に対する名の様なもの。

存在率/崩壊率
自弦振動はそのものの存在を支えるものであり、一定量以上破壊されるとそのものが存在できなくなってなんらかの形で崩壊する。
その破壊具合を表した用語が存在率・崩壊率であり、5割以上の存在率が失われると崩壊が起きる。
概念空間は周囲の物体の存在率の一部を取り込んでいるため、概念空間内の物体が破壊されると物体の存在率が欠けていき、何度も繰り返すと本体も崩壊してしまう。
このルールはG自体にも適用され、半分以上の概念核が奪取・破壊されるとそのGは崩壊することとなる。
概念核（がいねんかく）
大規模な概念の塊。基本的にGを形作る概念の半分以上を占める塊のため、各Gそのものともいえる存在。
Low-Gで用いられる概念は基本的に、各Gから渡った概念核より抽出される劣化複製である。
概念戦争を経て、各Gの概念核は竜または武器（概念核兵器）に封じられている。
マイナス概念（マイナスがいねん）
Low-Gの中核を成す概念。
プラス概念の負荷として発生し、一切の特性を持たず万物を害する力である。Low-Gには他Gのマイナス概念も落とし込まれており、概念核の対となるように10個存在している。2005年12月25日に活性化し、Low-Gを内側から滅ぼす事が予測されている。
概念空間（がいねんくうかん）
概念を空間に付加して生まれる擬似的な異世界。
例えば「金属は生きている」という概念を使って概念空間を作れば、その概念空間は疑似的な3rd-Gとなり、その中で金属は生命をもつことになる。
空間の母体自弦振動の一部を書き換えることで、存在の一部を異世界側へと分化させて作成される空間であり、残りの母体自弦振動によって現実ともつながっているため、作成するのも戻すのも比較的簡単。
物体も存在の一部だけを送り込むことはできるが、その際に劣化してしまうため動くたびに徐々に崩壊していってしまう。そのため人間など中で活動する物体は自弦振動を100%送りこむことになる。
概念条文（がいねんじょうぶん）
概念空間に入った生物の脳裏に聞こえる概念の効果内容。
声は聞き手本人と同じものとして聞こえる。聞こえるものは概念空間内で特に強い概念のものであり、条文として聞こえないだけで実際は微細な概念が大量にある。

## 概念兵器
概念兵器とは、概念を内蔵する武器の総称。主に「機殻（カウル）」の名を冠するタイプとそうでないタイプがあり、概念核を収めたものは「概念核兵器」と称される場合が多い。なお、「概念を内封した戦闘用機械」を定義とした場合、機竜・武神・戦闘用自動人形も含まれる。

### 機殻武器
戦闘目的で運用する為に武器の形状を取るタイプ。機殻は内蔵した概念に対する耐久力であると同時に、機能の方向性を定める為に付けられている。作中では「機殻剣（カウリングソード）」「機殻杖（カウリングストック）」「機殻槍（カウリングランス）」「機殻鉄鎚（カウリングハンマー）」「機殻弓（カウリングアロー）」「機殻銃（読み不明）」の6種が確認される。

#### 機殻剣
剣の形態をとる概念兵器の総称。登場する中では最も該当する物が多い。
V-Sw（ヴィズィ）
自意識を持つ6th-G概念核兵器。出雲・覚の専用武装。6th-G製。
ヴァジュラにヴリトラを納めたもので、普段は身の丈程もある白い大剣の形態をとる。性格はマイペースでのんびり屋。
- 第1形態（通常形態）/通常の大剣
- 第2形態/光の刃とスラスターを展開する
- 第3形態/輪廻転生の力で万物を破壊・再構成する砲
- 第4形態（最終形態）/最大出力で全長500m超過の巨大な光の刃を形成する

ヴァジュラ
6th-Gを維持する為に造られた6th-G製機殻剣。V-Swの前身。概念戦争当時はヴリトラに釣り合うように、大量の概念が詰め込まれていた。後に6th-G概念核であるヴリトラを収めV-Swに改造される。
グラム
通称「聖剣」。1st-G概念核兵器。
長大な剣であり、また自意識を持つ。概念戦争時代にファブニールの原動力に使われていた概念核の半分を収め、全竜交渉ではファブニール改から残り半分を回収する。人格者。
十拳（とつか）
通称「神剣」。2nd-G概念核兵器。
2nd-GとLow-Gが共同開発した長剣型機殻剣で、2nd-Gの全姓名（八百万種）を打ち込んだ鉄片を束ねて造られた。2nd-G概念核＝炎竜八叉を封印しており、概念戦争後は荒王の艦橋に放置されていた。
フツノ
2nd-G概念対応のLow-G製機殻剣。
かつての鹿島・昭緒が技術の粋をかけて制作したもので、「断ち切る音」を示す名前に由来し、あらゆるものを切断する。試作段階での試験運行で過剰な攻撃力を発揮し、鹿島・奈津（当時は高木姓）を巻き込む崩落事故を起こした。その後は壊れたまま封印されていたが、鹿島の手で修復され全竜交渉に用いられる。
火迦具土（ひのかぐつち）/武雷剣（たけみかづちのつるぎ）/阿武さん（あぶ-）
2nd-G概念対応のLow-G製機殻剣。2nd-G概念下ではそれぞれ炎・雷・水を放つ。
美明（みめい）
日本刀型Low-G製機殻剣。長田・竜美が使う。
UCAT空白期に月読・有人が開発し飛場・竜一が使用、死後に竜美の手に渡る。能力やエネルギーを刀身に吸収して所有者の意思に応じて解放する機能を持つ。
クサナギ
鹿島・昭緒が造った2nd-G概念対応のLow-G製機殻剣。熱田・雪人の後期専用武装。
所有者が存在を明確にする事で、視界にある空間そのものを刀身として切断する。強大な攻撃力を持ち、熱田も両手を用いなければ使用出来ない。当初は使用回数に制限のある試作品が登場したが、後に制限のない完成品が出来た。

#### 機殻槍
槍の形態をとる概念兵器の総称。登場する物は少ないがいずれも強大な性能を秘める。
G-Sp2（ガスプツー）
通称「神槍」。自意識を持つ10th-G概念核兵器。風見・千里の専用武装。
普段は身の丈程もある長大な白い槍の形態をとる。従順なペット気質。風見を慕うが決して甘やかさない。元々は10th-Gの内乱鎮圧用機殻鉄槌「雷神鉄槌」が、10th-G概念核の保存器兼武器としてG-Spに改造され、全竜交渉で千里に合わせて改修を受けてG-Sp2となる。
- 第1形態（通常形態）/通常の長槍
- 第2形態/肩に担うタイプの長砲
- 第3形態/神焉竜を一時的に解放する小型飛行艇
- 第4形態（最終形態）/解放した「神焉竜」で「真大神槍（タイタニックランス）」を形成する巨槍

G-Sp（ガスプ）
概念戦争時代に開発された10th-G製機殻槍。G-Sp2の前身。10th-G概念核を封印するために雷神鉄槌を機殻槍に改造したもので、この頃から「神槍」の名を冠した。
B-Sp（ベスプ）
通称「聖槍」9th-G概念核兵器。特定の使用者はないが、アブラム・メサムとハジのみが使用。
如何なるものにも引火して焼き尽くす特殊な炎を放つ機能を持つ。通常形態は極厚の穂先を有する槍だが、二双の槍に分離する事も可能。元々は9th-G概念核の炎熱に関する片割を内蔵したもので、後にザッハークから残り半分を回収した。普段は奥多摩UCATの地下格納庫に封印されている。

#### 機殻杖
杖の形態をした概念兵器の総称。その機能は杖というよりもバズーカに近い。
Ex-St（エグジスト）
Low-G製概念兵器。新庄・運切の専用武装。
砲塔の交換による砲撃の種類変更で、あらゆる概念下での運用が可能。運切の要望により、出力は所有者の意思で調整される。その性質を指して部隊内では『根性砲』とも。トリガーがボタン型である為、使い方次第では高速での連射が可能であり、ある程度の追尾機能や余剰出力による溜め打ち機能も持つ。

#### 機殻鉄槌
鎚の形態をとる概念兵器の総称。作中の終盤から登場する。
ヴィーマ
6th-G製の機殻鉄槌。ロベルト・ボルドマンの専用武装。巨大な鉄槌型で、強力な打撃力を誇る。
トールハンマー
概念戦争時代に開発された10th-G製機殻鉄槌。ヨルスが使う。
柄の長い鉄槌。10th-G居留地に保管されていた物で、あらゆる能力・機能の効果を反転させる概念空間を造れる。G-Sp2の原型となった雷神鉄槌とほぼ同名だが、G-Sp2が別個に存在する以上、別個に造られた同形式の機体であると思われる。

#### 機殻弓
弓の形態をとる概念兵器の総称。これに分類されるのは月天弓のみである。
月天弓（げってんきゅう）
2nd-G皇族専用武装。月読・史弦が使う。
2m超過の長大な弓。月読の姓により月光を光の矢に収束して射撃する。弦を引き続ける事で溜め撃ちが可能。概念戦争に用いられる筈だったが、実際に使われる事は無かった。先代の所有者は月読・有人。

#### 機殻銃
銃の形態をとる概念兵器の総称。特筆する高性能の物は無いが、平均的な武装として広く使われている。
- アルベルト・ノースウィンドがTop-Gとの戦闘時に使用しており、狙撃銃の形態をとる。
- 1st-G王城派も使用していたがその機構は1st-G概念に基づいたもので、装填した書物に込められた熱意を弾丸として放つ。

### その他兵器
機殻が施されていない概念兵器の総括。必ずしも戦闘用ではないのだが応用次第で優れた戦闘力を発揮するものもあり、その多くは特別な力や癖のある機能を有している。機竜や武神に搭載する大型概念兵器もここに分類される。

#### Low-G製
ゲオルギウス
詳細不明のグローブ型概念兵器。佐山家・新庄家の専用武装。
プラスのメダルを嵌める左手用と、マイナスのメダルを嵌める右手用の一対で、メダルは脱着が可能。片方が紛失し、全竜交渉で大城・至からもう一つを探すように佐山・御言へ託された。概念の増幅や効果を逆転させる機能を持ち、メダルを本来とは逆にはめる事で概念破壊機能を発揮する。ノア内部で新庄・由起夫を材料に造られたもので、残留した彼の意思により佐山と新庄の眷属以外を拒絶する。行方不明の片割は逆封印で1940年代に落ち、衣笠書庫の書斎に隠された。
X-Wi（エクシヴィ）
2nd-G概念対応の飛行用概念兵器。風見・千里が使用。バックパック型。光に力を与える概念を内蔵し、自力で概念空間を展開出来る稀少な機体。
荒王（すさおう）
2nd-G概念対応の超巨大人型機械。武神ではない。炎竜八又封印用であり、行動力は著しく低い。飛場・美影を反射機構の中核として搭載していた。炎竜八又の封印時に艦橋部が焼滅している。
徹神丸（てっしんまる）
武神用の大型狙撃銃。世界最初の独逸製対戦車長銃を拡大製造したもの。弾数は3発、有効射程距離の約1km以内でなら武神3体分の装甲も貫通出来る。機体維持に概念を用いていると思われるが、明言されていない。
無列（むれつ）
青龍刀型の概念兵器。機殻剣ではない。一光が使用。佐山・浅犠が製造するも、強過ぎる戦闘力から封印されていた。刀身は普通の金属だが、無限複製と応用の無限再生により、破損しても即座の修復が可能。
天地戯画・一丸（てんちぎが・いちまる）
巻物型の概念兵器。三明が使用。内部に宇宙型の疑似空間を持ち、内外のものを出し入れする機能を持つ。内部は天地創造から終末まで進行し、取り込まれたものは終末までに出入り口から出ない限り、巻き込まれて滅ぶ。疑似空間の終末は巻物本体の対消滅を引き起こす都合上、使い切りの概念兵器となっている。
言詞鉄槌（バベルハンマー）
奥多摩UCAT最下層に封印される巨大砲塔型概念兵器。Top-Gとノアを知った旧日本UCATが開発し、しかし敵対意思のないTop-Gを滅ぼした為に、上層部が非を隠す為に侵入絶対禁止の最下層に隠した。UCAT空白期の象徴ともいうべき兵器。

#### 1st-G製
鎮魂の曲刃（レークイヴェム・ゼンゼ）
1st-G冥府管理長の専用概念兵器。大鎌型。冥府と現世の境を切り開いて死者と対話する機能を持ち、時には戦闘力として召喚する事も可能。元々はハーゲンが持っていたが、ハーゲンがファブニール改と合一したためブレンヒルト・シルトに預けられた。

#### 3rd-G製
神砕雷（ケラヴノス）
3rd-G概念核兵器。荒帝が使う。
3rd-G製の武神用杭打機で、攻撃時は雷を伴って相手を打ち抜く。元々はテュポーンに装備させる予定だったが、クロノスの計らいで荒帝に組み込まれる。飛場・美影の進化に応じて荒帝とともに強化されていく。ギリシャ神話において、ゼウスがテュポーンを封印するべく放った雷を示唆する。

#### 5th-G製
ヴェスパーカノン
5th-G概念核兵器。サンダーフェロウが使う。
5th-G製の異常に長大な砲塔で、事実上のサンダーフェロウ専用武装。宵星砲が白創と5th-G機竜群と合一して生じたもので、通常規格の機竜には搭載出来ない。ショートル3が消えた後は奥多摩UCATに封印されていた。黒陽を完全破壊出来る現存最強の5th-G製兵器。
宵星砲（よいせいほう）
概念戦争時代の5th-G製概念兵器。ヴェスパーカノンの前身。ショートル3に搭載され、単体では唯一黒陽の装甲を貫通出来る。黒陽撃沈後に白創と5th-G機竜群が合一し、ヴェスパーカノンに進化した。

#### 7th-G製
四竜兄弟（よんりゅうきょうだい）
7th-G概念核を有する4人の人造人間。
Low-Gが7th-G概念核を託すに相応しいかを定めるべく、7th-G人類全てを概念核に合一、四分割して造られた。全力を出し切った末に破壊される事が目的。総じて並みならぬ身体能力を持ち、固定概念も相まって高い戦闘力を持つ。退屈すると老化するように設定されており、老衰死すると概念核ごと消滅する。
大聖（たいせい）
四吉の専用武装。「生殖攻殻」と呼ばれる巨大な両腕型生体兵器。四吉の意思で動き、巨大化と空間破裂の能力であらゆる距離での戦闘が可能。普段は四吉が持つ概念空間に収納されているが、小出力なら概念空間から出さなくても空間破砕を発動出来る。

#### 9th-G製
ビルマーヤ
「聖槍」と呼ばれた王家の秘宝。B-Spの前身。概念核の半分を内蔵し、アブラム・メサムがザッハークを破壊して残り半分吸収して完全な概念核兵器となる。

#### 10th-G製
神雷鉄槌（トウールハンマー）
内乱鎮圧用に開発された概念兵器。G-spの前身。10th-G地下組織の手引きで9th-Gに奪われ、出雲・全が取り戻すも組み込まれたザッハークの遺伝子により、神焉竜を生み出した。
神様式武器（かみさましきぶき）
ヨルスが用いる武器群。Low-Gの通常兵器をヨルスが10th-G概念で加工したもの。神様パンツァーファウスト、神様機関銃、神様対戦車弾、神様手榴弾、神様拳銃、神様散弾銃の6種が確認されている。

#### Top-G製
賢石刀（けんせきとう）
賢石製の刀身を持つ一対の日本刀。戸田・命刻が概念創造の練習としてノアに造らせた。それぞれが全プラス概念と全マイナス概念を詰めこんだもので、右手用の刀身は青く、左手用の刀身は赤い。

### 賢石
賢石とは、概念を封印した結晶体の総称。所有者の母体自弦振動を変える事無く、概念を使用する事が出来る。概念兵器の燃料にも用いられる。ここで紹介するのは、作中で幾度となく登場・使用されるものに限る。
人に進化する賢石
飛場・美影とシビュレに搭載されている賢石。搭載する自動人形の意思に応じ、機体を人間へ進化させていく。
夢砂（ゆめすな）
ロジャー・シュリーが使う砂状の賢石。1st-G概念を劣化変質させたもので、様々な情報を夢として対象に認識させる。通常の砂を加工して造るもので、素材となった砂の加工以前の周囲状況を見せるものが多い。
悪臭（オドー）
オドーがアンクレットに嵌めて肘に装着する。周囲の敵意を感知し、オドー自身の敵意を物理化して対象の頭にぶつけて叩き伏せる。攻撃は指を鳴らす事で発動し、その打撃力は常に上から降って来る。

### 自動人形
人型等身大のアンドロイドで、3rd-Gを象徴する機械の一種。3rd-G人類が身の回りの世話をさせるために開発したものであり、そのほとんどは侍女の姿をしている。感情は持たないが自ら思考して行動し、人間達、特に主人と定めた人間を助ける事が存在意義であり、至上の目的とする。また共通記憶という同形式の自動人形のみが参加出来る一種のチャット能力を持っている。他G製の自動人形もあるが、ここでは3rd-Gの4種を主に触れる。
量産型
最も一般的な自動人形。全部で117体存在する。基本的に同一規格だが、開発時の先天的要因と経験の差による後天的要因により個体差がある。モイラシリーズは量産型の上位機種であり、共通記憶を共有出来る。3rd-G崩壊の際に3rd-G残党に連れ添ったもの達と、神田研究所に流れ着いたもの達の二手に別れている。3rd-G側の自動人形達は月読・京によって花とその名前を貰っている。Low-G側の自動人形の名前は「漢数字+号」で統一されている。
モイラシリーズ
1st、2nd、3rdの3体が存在する。1stは記憶消去、2ndは子体自弦振動の観測、3rdは偽装記憶生成の能力を持ち、2ndは特に多重並列重力制御に長ける。概念戦争によって異Gに3rd-G人類が漂流した可能性があり、発見した場合に速やかに保護、3rd-Gの情報を与えるために造られた。量産型自動人形の上位体であり、共通記憶を共有できる。
ヘカトンケイルシリーズ
ギュエス、アイガイオン、コットスの3体が存在する。例外的に造られた戦闘用自動人形。3rd-G人類やテュポーンの警備・守護を担う。
人間に進化する自動人形
シビュレと飛場・美影の2体が存在する。3rd-G人類を増やす母体の不足を補うため、「出産可能な女性に成りうる自動人形」として開発された、非常に特殊な機体である。シビュレは試作品で、彼女を元に美影の機体は作られた。
3rd-G製以外のもの
Low-Gは独国UCATと、英国UCATが自動人形開発に先進しており、独逸UCAT製のSfなどが例として挙げられる。Top-G製のものにはPrince型、Arc型、Angelus型の3種が確認されている。また厳密には自動人形ではないが、「軍」は自動人形のボディを使用した「遠隔操作人形」を開発した。

### 武神
全高凡およそ8m前後の巨大な人型機械。3rd-Gを象徴する機械の一種。元々は単体での行動力を強化するために造られたが、後に戦闘用と用いられる様になる。総じて遠距離兵器よりも剣等の近接兵器を主力としている。翼を有し、飛行能力を持つ物も多い。3rd-G純正品は搭乗者が機体と同化し一体化する事で操縦するが、何らかの装置によって遠隔操縦する形式も存在している。またヘカトンケイルシリーズのコットスのボディは武神の機体を用いている。機竜に比べて戦闘力は劣るが搭乗の危険性は少なく、汎用性も高い。
荒人（すさひと）、荒人・改（すさひと・かい）
護国課が3rd-G製武神の残骸を研究、修理した武神。3rd-Gでは標準的な機体。
荒人は概念戦争で飛場・竜徹が搭乗し、3rd-Gとの決戦で使用不能となった。その後日本UCATが回収、修理と改造を施して荒人・改となり全竜交渉で飛場・竜司が搭乗する。
荒帝（すさみかど）
飛場・美影が有する概念空間に収納されている黒い武神。美影の意思に応じて通常空間に出現、彼女と飛場・竜司と合一する。美影の進化に伴い武装の追加や彼女一人で遠隔操縦も出来るようになる。3rd-G概念核兵器、神砕雷を装備している。
テュポーン
3rd-G概念核を原動力にした白い武神。3rd-G王族の専用機。
概念戦争時代に蒼白の武神の副搭乗者だったアルテミスが、搭乗して殺されたアポルオンと己の死を置換し、更に搭乗席をテュポーンに移された際に己の死とテュポーンの生を置換したため、アルテミスそのものが宿る機体となった。ただし置換が不完全であったため、テュポーンが破壊されればアポルオンの肉体も破壊される。アルテミスが、自分が死んだ瞬間を思い出すと、テュポーンはアポルオンを搭乗させて暴走する。
アポルオンとアルテミスの能力を利用して小規模な時間制御が可能であり、「防御と回避の時間」を「相手の死角に回り込む時間と攻撃準備時間」に転化させる「瞬間攻撃」の能力を持つ。
3rd-Gとの全竜交渉後は軍の手に渡り、遠隔操縦型に改造されて長田・竜美が用いた。
蒼白の武神
アポルオンの専用機で、アルテミスの肉体を部品とし、彼女の意思をナビゲータとして副搭乗者としていた武神。概念戦争の際一度大破し、搭乗者席はテュポーンに移された。
全竜交渉後に再度テュポーンから搭乗者席を移し、アポルオンの再構成に使われている。その過程で機体は修復された。
赤い武神
ギュエスが所有する武神で、肩は無いが6本の腕を有する。主要武器は腕それぞれに持つ6本の剣。遠隔操縦型で、普段は彼女が持つ概念空間で待機している。ギュエスがこれを操るのはかなりの負担がかかるため、長時間の稼動はできない。
白銀の武神
元々はレアが所有していた武神。ゼウスによってレアごと大破したが、後に遠隔操縦型に改修され、シビュレが使用する。
灰色の武神
ゼウスの搭乗する武神で、2本の剣を持つ。ゼウスの意思のコピーが動かしているとされていたが、実際はゼウス本人が動かしていた。
3rd-G残党の武神
3rd-G残党が所有していた緑色の武神。同形式の物が複数存在しているが、全てモイラ2ndによって遠隔操縦されている。そのほとんどは飛場・竜司の操る荒人・改によって破壊された。
日本UCAT製武神
日本UCATが3rd-Gのものを参考に開発した武神で、ボディカラーは白と黒。3rd-Gとの全竜交渉に3体が参戦する。
自動人形仕様武神
長田・竜美との戦闘で大破したヴァイオレットが、修復が終わるまでの間ボディとして使用していた武神。自動人形の侍女服を参考にしたカラーリングがされている。

### 機竜
概念戦争時代、単体では最強の戦闘力を誇った竜型の機械。強大な戦闘能力を有しているが、合一搭乗すると搭乗者は二度と分離できない欠陥があり、Low-Gの機竜は通常の搭乗手段を採用している。1st-G、5th-G、Low-G、Top-Gの4Gで開発されているが、本家は5th-Gである（1st-GとLow-Gは5th-G機竜の模倣であり、Top-GはGそのものが5th-Gの複製概念を持つ）。9th-Gもザッハークという機竜が存在しているが、描写がないため不明。軍もTop-Gの技術を元に機竜の開発を行っていた。
ファブニール、ファブニール改
5th-G機竜の残骸を研究して開発した1st-G製機竜で、それぞれ出力炉に1st-G概念核の半分を搭載する。陸上戦闘用であり、射撃や高速機動ではなく格闘による戦闘を行う。ファブニールは出力炉が1つしかなく、出力炉を破壊されて動けなくなる。ファブニール改は複製概念を積んだ2つ目の出力炉を搭載し、どちらかが壊れても即座に停止する事が無い様になっている。
5th-G量産型
5th-G概念の特性を活かした航空型機竜。変形型と非変形型の2種類がある。
非変形型
内部の主骨格フレームに対して外装をほとんど変動させないタイプ。航空形態・格闘形態・汎用形態の3種がある。
主軸となるフレームが形を変えないので耐久度は高い。しかし前二者の場合は戦況の変化に対応できず、また汎用形態の場合、航空・格闘形態双方の長短も引きずるため、性能はどっちつかずとなる欠点がある。
完全変形型
内部の主骨格フレーム自体を変形させて外装も変動する事で、航空形態と格闘形態の2形態を切り替えるタイプ。
状況に応じ形態を切り替えるため機動力・攻撃力共に高いが、フレーム自体を変形させるため耐久度が低い。
サンダーフェロウ
概念空間に各種部品やフレームを収納し、状況に応じてフレームを交換することでサンダーフェロウは格闘形態・通常巡航形態・高速巡航形態およびヴェスパーカノン砲撃形態の4形態に己を組み替える。
また、概念戦争から現代までの間に合一搭乗に関する欠陥が解決された唯一の機体である。
黒陽
単体では5th-G最強の戦闘力を持ちながら概念戦争で5th-G旧式機竜群に敗北した黒陽は、その原因を個体数の差と解釈し、自らの部品から無数の子機を分裂・開発し、大群を形成した。
黒陽本体は非変形型の進化をとり、外部に巨大で非常に重厚な双胴のフレームを装備した。
Low-Gの機竜
Low-Gの機竜は、5th-Gの機竜を研究して開発したもので、米国UCATが最も先進している。
概念戦争時代には、完全変形型機竜ブランカと非変形型機竜サンダーバードの2種類が米国UCATの主力量産機の座を争っており、ブランカがその座を射止めた。全竜交渉時にはブランカ9というブランカの後継機体が量産・主力とされており、日本UCATや黒陽との戦いで戦線に投入された。

## 用語

### 全G共通の用語
門
自分の母体自弦振動を変化させ、異なる母体自弦振動のGに移動出来るようにする機能を有した空間の穴。簡略すれば「異なるGや概念空間の入り口」。概念戦争の時代は巨大な装置が必要であったが、作中の現代では人間ほどの大きさなら腕時計型の小型装置で開ける様になっている。
賢石
概念を封じた結晶体。
母体自弦振動を変えることなく（＝概念空間を作らなくても）概念を利用することができる。
概念符
身体強化系の概念が封じられた符で、札型の賢石ともいうべき物。7th-Gの肉体改造技術や1st-Gの文字に寄る能力付加で造られている。
異種族
人間と同等かそれ以上の知性を持つ、人間とは異なる生物の総称。

### Low-Gの用語
全竜交渉（レヴァイアサンロード/ぜんりゅうこうしょう）
来たる2005年12月25日のマイナス概念活性化に向け、異Gの生き残り達から概念核の使用権を得るにする交渉。佐山・薫によって提案され、その交渉役には彼の孫である佐山・御言が推薦されている。全竜交渉には5つの前提条件が存在する。
- 一、佐山・御言の探索に対し、同意する各G代表は自G以外の情報を漏洩せぬこと。また、G崩壊に関係する情報は原則として全竜交渉部隊が自ら調査、判断する者であり、他の何者かが指導する事をしてはならない
- 二、UCAT関係者は、全竜交渉の開始前提情報と、友好Gの代表紹介以外、全Gの情報と、崩壊に関する情報を指導、公開する事をしてはならない
- 三、協力者の補充は不問とするが、強制してはならない
- 四、UCATは佐山・御言が自ら行動する際、全力を持って協力体制をとること
- 五、6th-G、10th-Gの2つのGの交渉は既に終了しているので改めて交渉を行わず、他Gとの交渉を早急にあらゆる手段を持って行うこと

全竜交渉部隊（チーム・レヴァイアサン）
全竜交渉を遂行するために設立された特設部隊。選りすぐりの優秀な課員のみが所属される。監督には大城・至、交渉役は佐山・御言が勤める。
UCAT（ユーシーエーティー）
正式名称は「Universal Counter Attack Team」。世界各地に出現する未確認生物（実際は他Gの生物だった）に対応するため、世界単位で設立された機密組織。表面上は別の組織を名乗っており、日本ではIAIがそれに該当するが、それ以外では各国軍の名を使っている。
自国に対応するGがあるUCATは発言力が強いらしく、中でも独逸UCAT、米国UCAT、中国UCAT、日本UCATの発言力が特に強い。他にも露西亜UCATと仏蘭西UCATも発言力が強いが、対応するGを持たないため、上記の4つのUCATには及ばない。3rd-Gはギリシャ、4th-Gにはアフリカ、6th-Gにはインド、8th-GにはオーストラリアのUCATが対応しているのでそれぞれも発言力がある筈だが、目立った発言力は見せず、作中に登場もしない。
作中に登場したUCATは以下の通り。
日本UCAT
かつての護国課を前身とする、概念戦争を終結に導いたUCAT。装甲服のカラーリングは白と黒。確認されている部署は奥多摩UCAT、横須賀UCAT、出雲CUAT、鳥取UCAT、長崎UCAT、静岡UCATの6つ。所属する者達は方向性こそ違うものの、全てハイレベルな変態である。神州世界対応論によって最も概念に触れたため、概念戦争に深く関わった。
独逸UCAT
1st-G概念を元にした「術式」の技術に優れたUCAT。魔女達が多く所属しているため、装甲服は魔女の服を模している。自動人形の開発にも長けており、Sfを開発したのも独逸UCATである。概念戦争時代はジークフリート・ゾーンブルクが護国課顧問を勤め、その後に姪にあたるディアナ・ゾーンブルクを派遣している。
米国UCAT
機竜の開発と操縦に長けたUCAT。装甲服のカラーリングは青。機竜と戦闘機が多く、航空戦力が豊富である。戦勝国側UCATのリーダー格であったためか数あるUCATの上に立ち、指揮する立場にある。正義と自由を重要視し、自らに味方する者には悉くそれを与えようとする。日本UCAT発足時にリチャード・サンダーソンを派遣、その後に孫にあたるジェームズ・サンダーソンとその妻が亡命している。
中国UCAT
様々な体技に溢れ、多種の道具の扱いに長けたUCAT。装甲服のカラーリングは緑。7th-Gと縁が深いため身体能力用の高性能な概念符を多数開発、所有している。概念戦争時代に趙・晴を派遣しており、その後も逗留させている。だが7th-Gとの全竜交渉で趙・晴が死亡し、損害を与えられたとして一時は他のUCATを率い、日本UCATと敵対した。
中東UCAT
日本UCAT発足時にアブラム・メサムを派遣したUCAT。9th-Gに対応した国として発言力を持っている筈だが、目立った行動を見せていない。
伊太利亜UCAT
イタリアに存在しているUCAT。軍によってTop-Gの存在が明かされた時、日本UCATへの糾弾会議で先陣を切って名乗りを上げた。
サウジUCAT
サウジアラビアに存在しているUCAT。軍によってTop-Gの存在が明かされた時、日本UCATへの糾弾会議で3番目に名乗りを挙げた。
英国UCAT
イギリスに存在しているUCAT。レヴァイアサンとの最終決戦では第3区画の援護に現れた。自動人形の開発に長けており、また妖物退治が盛んな国である。
仏蘭西UCAT
フランスに存在しているUCAT。レヴァイアサンとの最終決戦では第4区画、後に第1区画の援護に現れた。武神の開発に長けており、槍を使用する武神で大隊を組み参戦した。
露西亜UCAT
ロシアに存在しているUCAT。対応するGが無いため、発言力に欠けた。
南アフリカUCAT
ケニヤUCAT
作中で存在を語られるUCAT。目立った行動を見せていない。

神田研究所
日本UCATが有する概念関係の研究・開発施設。黒陽やリヴァイアサンとの最終決戦に用いられた大型概念空間発生装置を開発した。1995年の概念活性化によって動ける様になった3rd-G自動人形たちに一時占拠された。UCATに属する3rd-G自動人形の多くはここか出雲UCATに所属している。
尊秋多学院（たかあきたがくいん）
東京都秋川市（現在のあきる野市）に存在する私立高校。佐山・御言や新庄・運切（新庄・切の名で在学）を始めとする全竜交渉部隊メンバーが通い、他にもブレンヒルト・シルトやジークフリート・ゾーンブルク、リール・大樹など日本UCAT関係者も多く所属している。過去に佐山の両親や新庄の母親も在籍していた。学生寮を備え、マラソン用のトラックもあるなど設備が整っている。設定ではJR五日市線秋川駅に近いとされている。
在籍者（職員、生徒を含む）には日本UCAT関係者が多く、他Gからの帰化者やその子供達、もしくは何らかの理由で巻き込まれた者達は基本的にこの学園に入学するとされたが、在学生徒の全てが日本UCAT、あるいは全竜交渉部隊に所属していた。
衣笠書庫（きぬがさしょこ）
尊秋多学院内にある図書室。創立者は衣笠・天恭で、現在はジークフリート・ゾーンブルクが司書を勤めている。非常に大規模で、尊秋多学院2年時普通校舎の1階の8教室分と更にその廊下、地下等にも広がっている。その何処かには衣笠・天恭の「書斎」がある。
書斎（しょさい）
衣笠・天恭が仕事場として開発した施設。奥多摩山系奥地の自宅と衣笠書庫に存在する。
IAI（アイエーアイ）
日本UCATが表向きに掲げている総合企業。
出雲社の出雲航空技研が前身となっており、元々は航空技術を専攻する企業だった。だが神州世界対応論遂行のために設立された護国課が概念戦争に関わったために他Gの技術を触れ、それを解析して製品に用いる事で数々の成果を上げ、世界有数の大企業にのし上がった。
手掛ける事業は幅広く、航空旅客事業（企業名はIAL）から自動車・家電製品等の製造、清涼飲料水販売まで取り扱っている。現社長は出雲・烈。息子である覚が次期社長候補である。
護国課（ごこくか）
第二次世界大戦直後、衣笠・天恭が提唱した神州世界対応論を遂行するために出雲社（後のIAI）に設立された部署。
衣笠・天恭を中心にして佐山・薫、新庄・要、出雲・全、大城・宏昌、飛場・竜徹が所属し、ドイツから来たジークフリート・ゾーンブルクが顧問を勤めた。神州世界対応論によって世界中の地脈に干渉したことで概念に対する知識と技術を早い段階から取得していた。
後にUCATに見つかり、吸収されるという体裁を取る事でUCATの面目を保ちつつ協力、日本UCATに発展した。なお、衣笠・天恭と新庄・要は日本UCATに所属しなかった。
神州世界対応論（しんしゅうせかいたいおうろん）
衣笠・天恭が提唱した理論。その内容は「日本は世界の地形と対応する、世界全体の地脈の中心である。各国の地脈をそれと対応した日本の地脈と接続、そして日本側の地脈を活性化させれば接続先の国の地脈の活性化につながり、世界全体の情勢を左右出来る」とするものである。実際本編中では成功しており、日本は世界全体の情勢管理を担い、その災厄を一身に背負う事で占領を免れたとしている。
日本列島を世界大陸に当てはめており、この論によると東北沿岸部は中国大陸からロシアの東側沿岸、東京湾は黄海、伊豆半島はタイ、静岡はインド、伊勢湾はペルシャ湾、紀伊半島はアラビア半島。琵琶湖はカスピ海、大阪湾は黒海、児島半島はギリシャ、呉周辺がイタリア、対馬はイギリス、島根半島はノルウェー、四国がオーストラリア大陸、九州はアフリカ大陸、佐渡が北極の島々となる。北海道については、渡島半島がアラスカ、中部が北米、根室・北方領土が南米となる。この理論における日本は伊豆七島に、富士山はエベレストに相当する。
この理論は異GのLow-Gにおける勢力図にも関わっており、異Gは自らの世界に対応した国か、あるいは神州世界対応論で対応した地域に門を開いて亡命、居留地やUCATに従わない残党の拠点の位置もこれに寄る。
八大竜王（はちだいりゅうおう）
概念戦争において10のGを滅ぼした8人の総称で、護国課の中心人物5名と後の日本UCAT発足時に他のUCATからやって来た3名の事を言う。元々は他Gの調査員だったが、紆余曲折の果てに担当したGの崩壊に携わる事となる。佐山・薫と出雲・全がそれぞれ2つのGを担当したため、Gの総数と同数ではない。
概念戦争時代に1名、本編開始までに2名が死亡しており、本編が始まった段階では5名が生存していた。だが期間中、更に2名が死亡したこと、1名が既に死んでいたことが判明し、最終的に生きているのは2名のみである。以下に該当メンバーを示す。
- 佐山・薫（護国課からの継続。4th-Gと8th-Gを担当）、本編開始前に死亡。
- 出雲・全（護国課からの継続。6th-Gと10th-Gを担当）、本編開始前に死亡。
- 大城・宏昌（護国課からの継続。2nd-Gを担当）、概念戦争時代に死亡。
- 飛場・竜徹（護国課からの継続。3rd-Gを担当）、生存。
- ジークフリート・ゾーンブルク（護国課からの継続。1st-Gを担当）、生存。
- 趙・晴（中国UCATから派遣。7th-Gを担当）、全竜交渉中に死亡。
- リチャード・サンダーソン（米国UCATから派遣。5th-Gを担当）、全竜交渉中に死亡。
- アブラム・メサム（中東UCATから派遣。9th-Gを担当）、概念戦争時代に死亡していたことが判明。

UCAT空白期（-くうはくき）
日本UCAT内における、1985年から1995年代の従業員資料が大量消失している事実と該当時期のこと。空白期の後に幹部陣の大刷新が行われており、その時期が日本UCATの「旧」と「現」を分ける節目となっている。
同時期に発生した関西大震災が原因とされたが、Top-Gの存在を秘匿するために、旧日本UCATがTop-Gに繋がりうる情報の全てを処分したことが原因である。
関西大震災（かんさいだいしんさい）
1995年12月25日に大阪で突如発生した大規模地震。その禍根は10年が経過した本編においても色濃く残っている。主要人物の親達の多くは救助隊として向かい、そこで死亡した。
その原因は、Low-G旧日本UCATによるノア内マイナス概念の暴走とTop-G滅亡を起こすために発生した戦い、しかし実際は概念創造が不可能なTop-Gでマイナス概念の創造を行ったためにマイナス概念が活性化し、暴走したノアに逆封印を施した戦いであった。
五大頂（ごだいちょう）
UCAT空白期に旧日本UCATに存在していた5人の総称。実際は最前線に立って戦い、平行して現場の指揮をとる臨時の部署であった。それぞれが機竜と正面から戦い、打ち勝つ程の実力者だったが、関西大震災でディアナ・ゾーンブルクを除く全員が死亡した。該当メンバーは佐山・浅犠、飛場・竜一、ジェームズ・サンダーソン、アルベルト・ノースウィンド、ディアナ・ゾーンブルク。
Tes.（テス/テスタメント）
各国UCAT共通の言葉で、返事や相打ちの際に用いられる。聖書において「契約」を意味する。
押忍（おす）
3rd-G残党に連れ去られた月読・京が、そこで自動人形達に教え、後々「Tes.」に相当するものとして使われ続ける言葉。
バベル
近畿地方の何処かに聳える巨大な塔型施設。内部にはマイナス概念が収められており、関西大震災の震源地となったとされる。侵入者を拒むが、衣笠・天恭、佐山・浅犠、新庄・由起緒の3人だけは内部に入る事が出来、3人はそれぞれ中から概念関係の技術を持ち出した。その正体は原初の時代に送られたノアである。

### 1st-Gの用語
半竜（はんりゅう）
竜の容姿と人間の形態を併せ持った1st-Gの異種族の一種。1st-G概念を宿した概念空間の中でしか生きる事が出来ない。非常に長命で記憶力もあり、文字関係の文化が発展しなかった1st-Gでは語り部の役に就く事が多かった。また全身が鱗で覆われた頑丈な体とそれを支える強靭な身体能力を有し、ちょっとやそっとの攻撃では傷つかない。そのため彼等の喧嘩はかなり壮絶なものである。
本編中には「闇渡り」の能力を持つ半竜が登場している。
冥界
1st-Gにおける死後の世界。空想上のものではなく、実際に肉体を失った魂が移送される概念空間である。冥界管理長という役職が存在し、長に与えられる概念兵器「鎮魂の曲刃」は冥界を一時的に開いて冥界の死者と対話する事が出来る。
和平派
概念戦争終結後に3分した1st-G残党の1つ。
ファーゾルトを長としたUCATに恭順した者達で、普段は居住区内で自給自足の生活を送っている。1st-Gから脱出する際、王城側と市街側に発生した門の内、王城側の門から脱出した者達で構成されている。基本的に争いを好まない性格だが、攻撃的な者達は王城派に分裂し、ファーフナーが市街派に移っている。
市街派
概念戦争終結後に3分した1st-G残党の1つ。
ファブニール改ことハーゲン翁を長に据え、若手達のリーダーのファーフナーと王族の庇護者・ブレンヒルトを中心とする過激派で、概念核を有するが故に強い勢力を持つ。「軍」の協力によって資材や拠点を確保する事が出来た。
1st-Gから脱出する際、王城側と市街側に発生した門の内、市街側の門から脱出した事に由来する。
王城派
概念戦争終結後に3分した1st-G残党の1つ。
和平派から概念空間技術を持って分離した武闘派。戦闘意欲と意思は強いが、これといった特徴を持たず勢力は弱い。
王城側の門から脱出した和平派より分離したが、しかし和平を望まないためこれを名乗る。

### 2nd-Gの用語
八百万の神々
2nd-Gに存在する姓の総称。多種多様な能力と役目を持っており、その全てを記録あるいは書き込んだ物は強い力を持つ。日本神話では「神々は無限に存在する」事の暗喩だが、こちらでは文字通り「八百万種の姓」である。
月読
2nd-G皇族の姓。神と対話し、月光を操る能力を持つ。
軍神
戦いを司る姓の総称で、武器は戦いの道具であることから転じて剣工の力を持つ。鹿島はその最高位に位置する。如何なる刃にも傷付けられず、自在に使いこなす事が出来るが、剣で戦うという一点では剣神に劣る。
剣神
剣を扱う能力を示す姓の総称で、熱田はその最高位に位置する。姓名が宿す力の度合いにもよるが、「剣で戦う」という事に関しては軍神を上回る能力を持つ。剣でこそ最大の力を発揮するが、メスの様な小型の刃物でもかなりの能力を発揮する。
炎竜八叉
2nd-G概念核の化身。2nd-Gの概念核が世界管理システムの過負荷によって暴走したことで変貌した姿。己の本来の名を失ってしまった八叉は怒り狂って2nd-Gを焼き尽くし、Low-Gに現れた際に十拳に封印された。

### 3rd-Gの用語
冥府（タルタロス）
3rd-Gでの概念核の呼び名。
3rd-G人類は概念核の一部を体内に保有しており、死亡した時には概念核の一部と死者の意思は概念核に回収される。回収された概念核の一部は新生児に付与されるが、死者の意思はそのまま概念核の中に残留する。
すなわち、概念核が3rd-G人類にとっての死後の世界であることからこう呼ばれている。
冥府機構（タルタロス・マキナ）
冥府（概念核）に死者の意思と概念核の一端を導く機構。簡略すれば「3rd-G概念核を内蔵した機械」。
テュポーン内に出力炉として内蔵されているが、概念戦争の中で大破している。その制御は誰にも出来ないとされていたが、アルテミスは冥府機構を搭載しているテュポーンを乗っ取る事で、制御した。
穢れ
3rd-Gが概念戦争の中で得た罪業。多くは、同胞や捕虜への人体改造や機械の部品化、近親相姦や子孫を増やすための母体をクローンで増産しようとした事を指す。しかし個人的な「第二の穢れ」、そしてそれを解消しようとすると発生する「第三の穢れ」が存在する。
第二の穢れとは3rd-G概念核を得ようとすると概念核によって擬似的に死を免れているアポルオンを殺す事になるということ、つまり「大義を優先して人を殺す事」である。そして第三の穢れとはアポルオンの死回避を行っているテュポーン内のアルテミスを消し身代わりを立てて死をすべて引き継がせる、つまり「罪を逃れるために死者を再び殺し、そして逃れるために費やした人物をも殺す事」である。

### 4th-Gの用語
佐山との約束
概念戦争において、佐山・薫が4th-Gの協力を得るためにムキチと結んだ約束。その約束とは「佐山が知る中で最も信頼し、また治療が必要な者」を「4th-Gの治癒力によって癒す事」であった。薫は治療が必要な者に新庄・要を選び、4th-Gに治癒を願おうとしたが要は治療を受ける前に亡くなり、約束は果たされなかった。

### 5th-Gの用語
幸いの名
リチャード・サンダーソンと5th-G製機竜群の間で結ばれた、5th-Gの全権と生き残った竜の加護を与える相手につける名。Low-Gの発音で「ヒオ」という。

### 6th-Gの用語
試作型ヴリトラ
6th-Gと10th-Gの全竜交渉の際、ロベルト・ボルドマンを初めとした6th-G残党が放った概念兵器。概念核は有していないが6th-G残党を皆殺しに出来る程の戦闘力を有している。ボルドマンと出雲・覚の会話の間に出たのみで、詳細は不明。

### 7th-Gの用語
貘
手の平大の猪に似た姿をしている7th-Gの獣。7th-Gが滅びた事で絶滅の危機に瀕しているが、Low-Gの中でも普通に行動する事が可能。1体が全竜交渉を進める助力として佐山・御言に与えられた。条件が満たされると過去を夢として周囲の人間に見せる能力を持っている。
固定概念
7th-Gが開発した技術で、生体に付与された概念。賢石とは異なり、概念空間を展開する事が出来る。
後継者
7th-Gが持っていた2つの目的のうち、「自分達の技術を誰かに受け継がせる」を果たすために選ばれた人間のことで、該当者は趙・晴。

### 8th-Gの用語
新庄との約束
新庄・由起緒とワムナビの遣い達の間で結ばれた約束。それは「このG(Low-G)にあってこのGに無いものとは何？」というなぞなぞであった。ワムナビの遣い達はこれを考え、悩み続ける限り新庄の姓を持つ者達にまた会えると考え、新庄・運切と出会うまでずっと考え続けていた。

### 9th-Gの用語
王家
9th-Gを二分して統治する一族。多くの政治家や家臣を持ち、政治関係の統治を担当する。サルバはこちら側の出身だが、史上初王家と将軍家を1つにまとめた人間である。
将軍家
9th-Gを二分して統治する一族。屈強な武人達が集い、軍事関係の統治を担当する。ハジはこちら側の出身で、将軍家の最上位に立つ大将軍を担っていた。

### 10th-Gの用語
神族
10th-Gにのみ存在する、全G中最高の種族。強大にして崇高な力を持ち、自らもあらゆる種族の上に立つ種族という自負とプライドを持っている。そのため人間には理解し難い行動基準で動く事が多く、10th-Gも「人間の世話にはならない」として最終的には自ら捨てる形となっている。10th-Gの清浄な大気の中でしか健康を維持出来ないはずだが、リヴァイアサンとの最終決戦に出陣する。
木霊
植物に由来する体を有した10th-Gの異種族の一種。耳が長く尖っている以外は人間と遜色がない。その姿は長い年月を生きる事で作れる様になる対話用の分身であり、本体は樹木である。樹木内は自らが望む様な部屋を作る事が出来、媒体の方はそこを家として使う。本体の樹木が倒れる事は生命の危機であり、媒体の方にも深刻な影響がある。同名の種族が1st-Gに存在する。

### Top-Gの用語
ノア
Top-Gが建造した、概念創造施設を内包した超巨大飛行船艦。居住区をも内包しており、その規模は全長15kmを超える。
新庄夫妻を中心とした開発・運営スタッフが住んでおり、多種多様な概念を創造する事で、Top-Gの全G最高位という地位を不動のものとする事が目的とされていた。内部には10の概念核の複製と概念創造施設が収められており、またゲオルギウスの鋳造施設もあった。1995年に創造されたマイナス概念が暴走し、旧日本UCATとの戦いで逆封印を受け、消滅した。
概念創造
未だかつて如何なるGもなし得なかった、既存の概念核を劣化変質させたものではなく、根本的から異なる全くの新概念を創造する技術。Top-Gは全G最高の世界としてこれを実現させようとしており、その第一人者として新庄・由起緒を招待した。
軍（ぐん）
9th-Gの残党を中心とし、各GのUCATに反発するもの達によって構成された、どのGにも属さない集団。元9th-Gの大将軍ハジをリーダーとし、戸田・命刻、長田・竜美、田宮・詩乃、アレックスが主力となっている。日本UCATのみを敵と定め、その最終目的はそれを壊滅させる事としている。
その実体は「Top-Gの日本UCAT」。その真の目的はLow-Gを壊滅させた後、Top-Gから託された彼等の子供達をすべてのGの長とする事だった。Top-G崩壊の真実を知るために日本UCATを悪の首魁と断定している。

### 佐山・御言に関する造語
まロい
銭湯「永世─ひまわり」にて新庄・運切の尻に「丸く、そしてエロい」と感想を抱いた佐山が、その美を一語で言い表そうとして生み出した言葉。運切を表す語として幾度となく使用される。その延長線上でIAIに「まロ茶」を開発させた。
「このライトノベルがすごい! 2006」内の「心が震えた名セリフ」に選出された。

## 登場人物の族譜
終わりのクロニクルの世界では、親族の関係が非常に重要である。しかし、その系譜は非常に複雑且つ難解であるため、一読しただけでは分からない事が多い。本書理解の助けとなるように系譜一覧を記載する。

### 佐山家
|  |  | 薫   |      |      |      |      |      |  |  |      |      |      |      |      |      |  |  |
|  |  |      |      |      |      |      |      |  |  |      |      |      |      |      |      |  |  |
|  |  | 浅犠 | 浅犠 | 浅犠 | 浅犠 | 浅犠 | 浅犠 |  |  | 愉命 | 愉命 | 愉命 | 愉命 | 愉命 | 愉命 |  |  |
|  |  | 浅犠 | 浅犠 | 浅犠 | 浅犠 | 浅犠 | 浅犠 |  |  | 愉命 | 愉命 | 愉命 | 愉命 | 愉命 | 愉命 |  |  |
|  |  |      |      |      |      |      |      |  |  |      |      |      |      |      |      |  |  |
|  |  |      |      |      |      | 御言 |      |  |  |      |      |      |      |      |      |  |  |

### 新庄家
|  |  |        |        |        |        | 要     |        |    |    |        |        |        |        |        |        |    |    |    |    |  |  |
|  |  |        |        |        |        |        |        |    |    |        |        |        |        |        |        |    |    |    |    |  |  |
|  |  |        |        |        |        | 芳     | 芳     | 芳 | 芳 | 芳     | 芳     |        |        | 光     | 光     | 光 | 光 | 光 | 光 |  |  |
|  |  |        |        |        |        | 芳     | 芳     | 芳 | 芳 | 芳     | 芳     |        |        | 光     | 光     | 光 | 光 | 光 | 光 |  |  |
|  |  |        |        |        |        |        |        |    |    |        |        |        |        |        |        |    |    |    |    |  |  |
|  |  | 由起夫 | 由起夫 | 由起夫 | 由起夫 | 由起夫 | 由起夫 |    |    | 由紀緒 | 由紀緒 | 由紀緒 | 由紀緒 | 由紀緒 | 由紀緒 |    |    |    |    |  |  |
|  |  | 由起夫 | 由起夫 | 由起夫 | 由起夫 | 由起夫 | 由起夫 |    |    | 由紀緒 | 由紀緒 | 由紀緒 | 由紀緒 | 由紀緒 | 由紀緒 |    |    |    |    |  |  |
|  |  |        |        |        |        |        |        |    |    |        |        |        |        |        |        |    |    |    |    |  |  |
|  |  |        |        |        |        | 運切   |        |    |    |        |        |        |        |        |        |    |    |    |    |  |  |

### 出雲家
|  |  | 全 | 全 | 全 | 全 | 全 | 全 |    |    | アレイ | アレイ | アレイ | アレイ | アレイ | アレイ |  |  | ヨルス | ヨルス | ヨルス | ヨルス | ヨルス | ヨルス |  |  |
|  |  | 全 | 全 | 全 | 全 | 全 | 全 |    |    | アレイ | アレイ | アレイ | アレイ | アレイ | アレイ |  |  | ヨルス | ヨルス | ヨルス | ヨルス | ヨルス | ヨルス |  |  |
|  |  |    |    |    |    |    |    |    |    |        |        |        |        |        |        |  |  |        |        |        |        |        |        |  |  |
|  |  |    |    |    |    | 烈 | 烈 | 烈 | 烈 | 烈     | 烈     |        |        |        |        |  |  | 覚 母  | 覚 母  | 覚 母  | 覚 母  | 覚 母  | 覚 母  |  |  |
|  |  |    |    |    |    | 烈 | 烈 | 烈 | 烈 | 烈     | 烈     |        |        |        |        |  |  | 覚 母  | 覚 母  | 覚 母  | 覚 母  | 覚 母  | 覚 母  |  |  |
|  |  |    |    |    |    |    |    |    |    |        |        |        |        |        |        |  |  |        |        |        |        |        |        |  |  |
|  |  |    |    |    |    |    |    |    |    |        |        | 覚     |        |        |        |  |  |        |        |        |        |        |        |  |  |

### 飛場家
|  |  | 竜徹 | 竜徹 | 竜徹 | 竜徹 | 竜徹 | 竜徹 |      |      | トシ | トシ | トシ | トシ | トシ | トシ |      |      |         |         |         |         |         |         |      |      |  |  |      |      |      |      |      |      |  |  |
|  |  | 竜徹 | 竜徹 | 竜徹 | 竜徹 | 竜徹 | 竜徹 |      |      | トシ | トシ | トシ | トシ | トシ | トシ |      |      |         |         |         |         |         |         |      |      |  |  |      |      |      |      |      |      |  |  |
|  |  |      |      |      |      |      |      |      |      |      |      |      |      |      |      |      |      |         |         |         |         |         |         |      |      |  |  |      |      |      |      |      |      |  |  |
|  |  |      |      |      |      | 竜一 | 竜一 | 竜一 | 竜一 | 竜一 | 竜一 |      |      |      |      |      |      | 竜司 母 | 竜司 母 | 竜司 母 | 竜司 母 | 竜司 母 | 竜司 母 |      |      |  |  |      |      |      |      |      |      |  |  |
|  |  |      |      |      |      | 竜一 | 竜一 | 竜一 | 竜一 | 竜一 | 竜一 |      |      |      |      |      |      | 竜司 母 | 竜司 母 | 竜司 母 | 竜司 母 | 竜司 母 | 竜司 母 |      |      |  |  |      |      |      |      |      |      |  |  |
|  |  |      |      |      |      |      |      |      |      |      |      |      |      |      |      |      |      |         |         |         |         |         |         |      |      |  |  |      |      |      |      |      |      |  |  |
|  |  |      |      |      |      |      |      |      |      |      |      |      |      |      |      |      |      |         |         |         |         |         |         |      |      |  |  |      |      |      |      |      |      |  |  |
|  |  |      |      |      |      |      |      |      |      |      |      | 竜司 | 竜司 | 竜司 | 竜司 | 竜司 | 竜司 |         |         | 美影    | 美影    | 美影    | 美影    | 美影 | 美影 |  |  | 竜美 | 竜美 | 竜美 | 竜美 | 竜美 | 竜美 |  |  |

### サンダーソン家・ディビス家
|  |  | リチャード・T | リチャード・T | リチャード・T | リチャード・T | リチャード・T | リチャード・T |               |               | ジェームズ・D | ジェームズ・D | ジェームズ・D | ジェームズ・D | ジェームズ・D | ジェームズ・D |               |               |               |               |  |  |  |  |  |  |  |  |  |  |  |  |  |  |  |  |
|  |  | リチャード・T | リチャード・T | リチャード・T | リチャード・T | リチャード・T | リチャード・T |               |               | ジェームズ・D | ジェームズ・D | ジェームズ・D | ジェームズ・D | ジェームズ・D | ジェームズ・D |               |               |               |               |  |  |  |  |  |  |  |  |  |  |  |  |  |  |  |  |
|  |  |               |               |               |               |               |               |               |               |               |               |               |               |               |               |               |               |               |               |  |  |  |  |  |  |  |  |  |  |  |  |  |  |  |  |
|  |  |               |               |               |               | ジェシカ・D   | ジェシカ・D   | ジェシカ・D   | ジェシカ・D   | ジェシカ・D   | ジェシカ・D   |               |               | リチャード・D | リチャード・D | リチャード・D | リチャード・D | リチャード・D | リチャード・D |  |  |  |  |  |  |  |  |  |  |  |  |  |  |  |  |
|  |  |               |               |               |               | ジェシカ・D   | ジェシカ・D   | ジェシカ・D   | ジェシカ・D   | ジェシカ・D   | ジェシカ・D   |               |               | リチャード・D | リチャード・D | リチャード・D | リチャード・D | リチャード・D | リチャード・D |  |  |  |  |  |  |  |  |  |  |  |  |  |  |  |  |
|  |  |               |               |               |               | ジェームズ・T | ジェームズ・T | ジェームズ・T | ジェームズ・T | ジェームズ・T | ジェームズ・T |               |               | マリア・T     | マリア・T     | マリア・T     | マリア・T     | マリア・T     | マリア・T     |  |  |  |  |  |  |  |  |  |  |  |  |  |  |  |  |
|  |  |               |               |               |               | ジェームズ・T | ジェームズ・T | ジェームズ・T | ジェームズ・T | ジェームズ・T | ジェームズ・T |               |               | マリア・T     | マリア・T     | マリア・T     | マリア・T     | マリア・T     | マリア・T     |  |  |  |  |  |  |  |  |  |  |  |  |  |  |  |  |
|  |  |               |               |               |               |               |               |               |               |               |               |               |               |               |               |               |               |               |               |  |  |  |  |  |  |  |  |  |  |  |  |  |  |  |  |
|  |  |               |               |               |               |               |               |               |               | ヒオ・T       |               |               |               |               |               |               |               |               |               |  |  |  |  |  |  |  |  |  |  |  |  |  |  |  |  |

### 大城家
|  |  | 宏昌 |      |      |      |      |      |  |  |        |        |        |        |        |        |  |  |
|  |  |      |      |      |      |      |      |  |  |        |        |        |        |        |        |  |  |
|  |  | 一夫 | 一夫 | 一夫 | 一夫 | 一夫 | 一夫 |  |  | 美代子 | 美代子 | 美代子 | 美代子 | 美代子 | 美代子 |  |  |
|  |  | 一夫 | 一夫 | 一夫 | 一夫 | 一夫 | 一夫 |  |  | 美代子 | 美代子 | 美代子 | 美代子 | 美代子 | 美代子 |  |  |
|  |  |      |      |      |      |      |      |  |  |        |        |        |        |        |        |  |  |
|  |  |      |      |      |      | 至   |      |  |  |        |        |        |        |        |        |  |  |

### 鹿島家
|  |  | カシマ  |         |         |         |         |         |      |      |         |         |         |         |         |         |      |      |      |      |  |  |
|  |  |         |         |         |         |         |         |      |      |         |         |         |         |         |         |      |      |      |      |  |  |
|  |  | 昭緒 父 | 昭緒 父 | 昭緒 父 | 昭緒 父 | 昭緒 父 | 昭緒 父 |      |      | 昭緒 母 | 昭緒 母 | 昭緒 母 | 昭緒 母 | 昭緒 母 | 昭緒 母 |      |      |      |      |  |  |
|  |  | 昭緒 父 | 昭緒 父 | 昭緒 父 | 昭緒 父 | 昭緒 父 | 昭緒 父 |      |      | 昭緒 母 | 昭緒 母 | 昭緒 母 | 昭緒 母 | 昭緒 母 | 昭緒 母 |      |      |      |      |  |  |
|  |  |         |         |         |         |         |         |      |      |         |         |         |         |         |         |      |      |      |      |  |  |
|  |  |         |         |         |         | 昭緒    | 昭緒    | 昭緒 | 昭緒 | 昭緒    | 昭緒    |         |         | 奈津    | 奈津    | 奈津 | 奈津 | 奈津 | 奈津 |  |  |
|  |  |         |         |         |         | 昭緒    | 昭緒    | 昭緒 | 昭緒 | 昭緒    | 昭緒    |         |         | 奈津    | 奈津    | 奈津 | 奈津 | 奈津 | 奈津 |  |  |
|  |  |         |         |         |         |         |         |      |      |         |         |         |         |         |         |      |      |      |      |  |  |
|  |  |         |         |         |         |         |         |      |      | 晴美    |         |         |         |         |         |      |      |      |      |  |  |

### 月読家
|  |  | 有人 | 有人 | 有人 | 有人 | 有人 | 有人 |    |    | 史弦   | 史弦 | 史弦 | 史弦 | 史弦       | 史弦       |            |            |            |            |  |  |
|  |  | 有人 | 有人 | 有人 | 有人 | 有人 | 有人 |    |    | 史弦   | 史弦 | 史弦 | 史弦 | 史弦       | 史弦       |            |            |            |            |  |  |
|  |  |      |      |      |      |      |      |    |    |        |      |      |      |            |            |            |            |            |            |  |  |
|  |  |      |      |      |      | 京   | 京   | 京 | 京 | 京     | 京   |      |      | アポルオン | アポルオン | アポルオン | アポルオン | アポルオン | アポルオン |  |  |
|  |  |      |      |      |      | 京   | 京   | 京 | 京 | 京     | 京   |      |      | アポルオン | アポルオン | アポルオン | アポルオン | アポルオン | アポルオン |  |  |
|  |  |      |      |      |      |      |      |    |    |        |      |      |      |            |            |            |            |            |            |  |  |
|  |  |      |      |      |      |      |      |    |    | 京の子 |      |      |      |            |            |            |            |            |            |  |  |

### 3rd-G王族
|  |  |    |    |    |    |    |    |  |  |            |            |            |            | クロノス   |            |        |        |            |            |            |            |            |            |  |  |      |      |      |      |      |      |      |      |      |      |  |  |  |  |
|  |  |    |    |    |    |    |    |  |  |            |            |            |            |            |            |        |        |            |            |            |            |            |            |  |  |      |      |      |      |      |      |      |      |      |      |  |  |  |  |
|  |  |    |    |    |    |    |    |  |  |            |            |            |            | ゼウス     | ゼウス     | ゼウス | ゼウス | ゼウス     | ゼウス     |            |            |            |            |  |  |      |      |      |      | レア | レア | レア | レア | レア | レア |  |  |  |  |
|  |  |    |    |    |    |    |    |  |  |            |            |            |            | ゼウス     | ゼウス     | ゼウス | ゼウス | ゼウス     | ゼウス     |            |            |            |            |  |  |      |      |      |      | レア | レア | レア | レア | レア | レア |  |  |  |  |
|  |  |    |    |    |    |    |    |  |  |            |            |            |            |            |            |        |        |            |            |            |            |            |            |  |  |      |      |      |      |      |      |      |      |      |      |  |  |  |  |
|  |  |    |    |    |    |    |    |  |  |            |            |            |            |            |            |        |        |            |            |            |            |            |            |  |  |      |      |      |      |      |      |      |      |      |      |  |  |  |  |
|  |  | 京 | 京 | 京 | 京 | 京 | 京 |  |  | アポルオン | アポルオン | アポルオン | アポルオン | アポルオン | アポルオン |        |        | アルテミス | アルテミス | アルテミス | アルテミス | アルテミス | アルテミス |  |  | 美影 | 美影 | 美影 | 美影 | 美影 | 美影 |      |      |      |      |  |  |  |  |
|  |  | 京 | 京 | 京 | 京 | 京 | 京 |  |  | アポルオン | アポルオン | アポルオン | アポルオン | アポルオン | アポルオン |        |        | アルテミス | アルテミス | アルテミス | アルテミス | アルテミス | アルテミス |  |  | 美影 | 美影 | 美影 | 美影 | 美影 | 美影 |      |      |      |      |  |  |  |  |

## 登場人物
声は文化放送『電撃大賞』でのラジオドラマ放送時、および製品版ドラマCDの声優である。

### メインキャラクター
佐山・御言（さやま・みこと）
声-平川大輔
全竜交渉部隊交渉役兼リーダー格。尊秋多学院生徒会副会長。2年生。貘を連れる。ゲオルギウスを使う。
佐山・薫の義理の孫で、“悪役”になる事を望む少年。現在は天涯孤独で、田宮家の世話になっている。
愉命と共に死にかけた過去から、両親に関わることを考えると狭心症を起こす。薫と飛場・竜徹の教育により文武両道だが、中学時代の空手全国大会決勝で左手を砕き、幻痛を起こす後遺症を持つ。
『このライトノベルがすごい！』男性キャラクター部門では2005年版で3位、2006年版で2位、2007年版で1位をそれぞれ獲得している。
新庄・運切（しんじょう・さだぎり）
声-釘宮理恵
全竜交渉部隊主力で、前衛援護担当。尊秋多学院生徒会書記。2年生。Ex-Stを使う。
UCATで育てられた記憶喪失の人間。Low-GとTop-Gの同一人物の子供であり、その影響で昼夜で体の性別が変わる。
知らない人間には男性時は「切（せつ）」、女性時は「運（さだめ）」と名乗る。小説を書いている。奥多摩の山奥で育てられた為、常識が現代より10〜20年ほど遅い。
出雲・覚（いずも・かく）
声-谷山紀章
全竜交渉部隊主力で、前衛担当。尊秋多学院生徒会会長。現3年の留年生。V-Swを使う。
Low-Gと10th-G神族のハーフを父に、10th-G神族を母に持つ青年。幼少時は10th-G居留地で暮らしていた。母親からの加護により、非常に頑強な肉体を持つ。
そのため風見の腕力にも耐える事が出来る。後に片腕を失う重傷を負うが、V-SwとG-sp2により創造(再生)された。父親の事を好いておらず、言及される事を嫌う。
風見・千里（かざみ・ちさと）
声-前田愛
全竜交渉部隊主力で、前衛担当。尊秋多学院生徒会会計。3年生。G-Sp2とX-Wiを使う。
Low-G出身の一般人だったが、6th-Gと10th-Gの全竜交渉に居合わせ、G-Sp2の主になった事でUCATに所属する。G-Sp2の加護により、常識を超える腕力を持つ。
父親はTV番組の企画者、母親はマイナーながら根強い人気を持つ歌手で、自身も学校でバンドのボーカルを勤める。元なぎなた部所属。
飛場・竜司（ひば・りゅうじ）
全竜交渉部隊の対武神戦力。尊秋多学院生徒会会計補佐。1年生。美影と荒帝を共有する。
3rd-Gとの全竜交渉で佐山達と合流した少年。美影や竜美とは姉弟同然に育つ。飛場・竜徹によるマンツーマン指導で格闘戦や武器戦に優れる。
自動車部所属で部内での原川の後輩。全竜交渉部隊きってのいじられキャラで、次第に扱いが適当になっていく。美影を溺愛している。
全竜交渉の前から美影を狙う3rd-Gと戦いを繰り返しており、3rd-Gとの全竜交渉の際、全竜交渉部隊と対面する。
当初、3rd-Gの穢れを己一人で清算しようとしていたが、出雲と佐山に敗れ諭されたこと、彼の身を案じた美影から拒否されたことから己の考えを改め、協力を決める。
美影（みかげ）
全竜交渉部隊の対武神戦力。飛場・竜司と荒帝を共有する。
子供を産める体になる為、人間に進化する自動人形の体に移された3rd-G人の少女。
当初は人間に進化することへの恐れから進化が滞っていたが、次第に人間へ進化していく。
荒帝を召喚する機能を持ち、後にある程度なら単独で動かせるようになる。八又封印時に荒王の制御機構に組み込まれた事がある。
ダン・原川（-・はらかわ）
声-岡本寛志
全竜交渉部隊の対機竜戦力。尊秋多学院生徒会副会長補佐。2年生。サンダーフェロウの操縦を受け持つ。
日系アメリカ人の少年。本名はダン・ノースウィンドだが、嫌いな父方の姓であるため母方の姓を名乗る。
相手をフルネームで呼ぶ癖がある。自動車部所属で、部内での飛場の先輩。横田基地でアルバイトしている。ニヒルなりに比較的常識人なのだが、ヒオに巻き込まれて誤解される事が多い。
黒陽から逃げ延びてきたヒオを匿ったことから全竜交渉に関わることになる
ヒオ・サンダーソン
全竜交渉部隊の対機竜戦力。中学生。サンダーフェロウの操縦補助やリミッター制御を受け持つ。
5th-Gの全竜交渉に際してリチャード・サンダーソンと共に来日した少女。黒陽から逃げた先で原川と出会う。
リチャードとの約束でサンダーフェロウに護られている。黒陽に母親を殺された一件で『悪魔憑き』の誤解を受け、転校を繰り返した。「ですの」口調なりに流暢な日本語を話す。よく脱げる。
彼女の名は5th-Gにおいて幸いを意味し、「いつか護るべき子が生まれた時その名を与える」とショートル3と約束したリチャードによって名付けられた。そしてそれと同時に5th-Gの全権を与えられている。

### 日本UCAT

#### 全竜交渉部隊
大城・一夫（おおしろ・かずお）
声-丸山詠二
IAI局長兼日本UCAT全部長。そして人類史上稀に見る変態。
佐山・御言とも付き合いのある丸眼鏡の老人。かつては親族も省みない殲滅戦を実行した厳格で冷酷な人物だったらしいが、現在は片鱗も見せない。
趣味はエロゲー、フィギュアや美少女の写真も蒐集するが、後に動画にも目覚める。シングルファーザー。
大城・至（おおしろ・いたる）
声-中井和哉
全竜交渉部隊監督。大城・一夫の息子。Sfを侍女として帯同する。
痩せぎすな初老の男。旧日本UCATから残る唯一の人物で、多くの秘密を知っている。ディアナ・ゾーンブルクやロジャー・シュリーは当時の同僚。
関西大震災で足に後遺症を負い、鉄製の杖を使う。同時にマイナス概念による不治の病を患う。史上稀に見る不平屋。
Sf（エスエフ）
声-鹿野優以
大城・至専属の侍女。独逸UCAT製の自動人形。
名前は「在るべき婦人（ザインフラウ）」のドイツ語での略称。感情は持たず、至に関する事以外は公平だが、ソ連が嫌い。
重力制御で分解した重火器類をスカートの中に仕舞っており、必要時には即座にくみ上げて用いる。3rd-Gの量産型自動人形を参考にして造られている。
リール・大樹（リール・おおき）
尊秋多学院の教員。全竜交渉部隊の概念探知・解析を担当する10th-G系木霊の女性。
英語の授業と生徒会顧問、それに佐山・御言や新庄・運切のクラスの担任。対外的には外国人としている。
極度の天然ボケで、遅刻や物忘れは日常茶飯事、日本語はおろか英語も読めない問題教師。だがそれが反面教師役となり、担当するクラスの生徒は自主性に富む。
シビュレ
全竜交渉部隊の整備・通信管理担当。美影の試作品にあたる自動人形。改造したレアの武神を使う。
キュベレイに通じる名前を持つ長い金髪の少女。荒人を改修するべくクロノスによって持ち込まれ、6th-Gと10th-Gの全竜交渉時に風見・千里の前で再起動する。
美影にとっては母とも姉ともいえる存在であり、共通記憶を共有出来る唯一の相手。シビュレ自身も美影を可愛がっている。
ロベルト・ボルドマン
6th-G人代表。全竜交渉の通常課連携役を担う。ヴィーマを使う。
元は帰化した米軍少佐だったが、母親から6th-G指導者の血筋である事を知らされ、残党達と合流する。
後に10th-Gと協力してUCATを襲撃するが、出雲・覚や風見・千里との戦いを経てUCATに恭順した。Top-Gによる告発の後、最初にLow-Gに対して戦いを挑んだ。禿頭を何かとネタにされる。

#### 神田研究所
八号（はちごう）
日本UCAT側3rd-G製自動人形のまとめ役。
赤毛のショートカットに泣き黒子が特徴的な侍女。当初は佐山・御言に敵対するが、3rd-G全竜交渉で恭順、大城・一夫の世話役として転属される。
戦闘用ではないが、冷静な判断力から優れた戦闘力を持つ。密かに御言を主と設定し慕うが、運切の存在からそれを表立って伝える事はない。
四号（よんごう）
日本UCAT側3rd-G製自動人形の元代表。
概念流出時の起動で他の自動人形と共に神田研究所を征圧し、しかし人間への対応で行動不能になった所を佐山・薫との交渉で解決した。
それにより薫を主として慕い、またその眷属として佐山・御言が来るのを待っていた。御言との交渉によって役目を終え、機能停止した。

#### 初期日本UCAT
衣笠・天恭（きぬがさ・てんきょう/いがさ・あまやす）
神州対応論を提唱した護国課の設立者。八大竜王の長として日本UCATに所属した。
一切の過去が謎に包まれた隻腕の老人。衣笠書庫を作り、ゲオルギウスの制作技術を考案した。
第二次世界大戦を予言して出雲航空技研や日本政府に神州対応論を認めさせ、通じてGの存在を知らしめた。後の神焉竜封印で死亡。その正体はノア逆封印により過去へ落ちた佐山・浅犠。
佐山・薫（さやま・かおる）
総会屋の老人。4th-Gと8th-G担当の八大竜王。本編の少し前に死去。
佐山・浅犠の養父で、祖父として佐山・御言を育てた人物。御言に勝るとも劣らない変人であり、珍奇な技術も含め、多岐に渡る英才教育を施した。現在はLow-Gの冥界で残る八大竜王が来るの待っている。
ジークフリート・ゾーンブルク
声-銀河万丈
衣笠書庫の司書。元護国課顧問兼1st-G担当の八大竜王。
禿頭で長身の老いたドイツ人。「魔法使い」と謳われた術式使い。飛場・竜徹とは今も付き合いがあり、時折電話で話す仲。ただしリチャード・サンダーソンは酷く嫌っている。
長命化手術を受けている。ブレンヒルト・シルトとは1st-G滅亡に関して遺恨があったが、1st-G全竜交渉で和解した。
飛場・竜徹（ひば・りゅうてつ）
飛場道場の道場主。3rd-G担当の八大竜王。
赤い右目をした小柄な老人。佐山・御言や孫である飛場・竜司に飛場流格闘術を教えた。赤い右目はレアの目を移植したもの。
3rd-Gの全竜交渉では竜司に穢れを祓わせるべく、荒人・改と引き換えで独自行動を認めさせていた。ちなみに飛場道場は戦場として幾度も破壊されるが、竜徹本人は一切無視で参戦しない。
趙・晴（ちょう・せい）
日本UCAT医療班長。7th-G担当の八大竜王で技術の後継者。
少女の外見は延命技術と不老技術によるものであり、実際はかなりの高齢者。
しかし7th-Gとの概念戦争時に時間も歪んだ空間に長期滞在した事で、肉体は技術も追い付かないほど老朽化している。7th-Gの全竜交渉が終わった後に老衰で死去。
アブラム・メサム
日本UCAT実働部部長。9th-G担当の八大竜王とされるが、「偽りの八大竜王」を自称する。稀にB-Spを使う。
隻眼をした巨躯の中東系老人。正体は9th-G王サルバで、アブラム・メサム本人は概念戦争時に戦死している。
家臣達の裏切りで重傷を負ったサルバはアブラムに助けられ、本人の死後に名を継ぎ9th-Gを滅ぼした。後にアブラム本人の婚約者であるアルナズを娶る。UCATの数少ない稀少な良識者。
リチャード・サンダーソン
5th-G担当の八大竜王。5th-Gの全竜交渉に際してヒオ・サンダーソンと来日し、復活した黒陽との戦闘で死亡。
米国UCAT所属時代にジェームス・ディビスを黒陽に殺されて以来打倒に執念を燃やし、ショートル3や5th-G機竜群と共に黒陽を北海道近海に沈める。
ジェシカ・ディビスを養女とし、行方不明になった双子の片割を探している。マリア・サンダーソンの死後にヒオを育てていた。
大城・宏昌（おおしろ・ひろまさ）
2nd-G担当の八大竜王。八又封印時に死去。
大城・一夫の父で、優秀な技術者だった男。2nd-Gの滅びを東京大空襲に重ね、後にLow-Gに現れるだろう八又に対抗すべく、荒王や十拳を開発した。
カシマとは犬猿の仲として知られる。東京大空襲の影響で視力を落としていた。
出雲・全（いずも・ぜん）
6th-Gと10th-G担当の八大竜王。本編以前に死去、本編には一切登場しないため詳細不明。彼の墓前にはエロ本が供えられている。
新庄・要（しんじょう・かなめ）
護国課時代に所属していた男性。新庄・運切の祖父。
8th-G担当だったが病に伏して脱退、担当を友人だった佐山・薫に託した。そのため八大竜王に数えられていない。
薫は4th-Gの草の獣達に治療を頼んでいたが、先んじて東京大空襲が勃発、産気づいた田宮・遼を逃がした為に逃げ遅れて死去した。
レア
元ゼウスの侍女。美影の母。ショートル3と並び、Low-Gに異Gの情報をもたらした人物。
3rd-Gの政策でゼウスとの間に子を宿すが、3rd-G人類増産用となる母体のクローン元になる事実から亡命した。
護国課とは衝突もあったが、Low-Gで美影を出産したのを切っ掛けに和解する。後に美影を奪うべく乗り込んできたゼウスとアポルオンにより死亡、右目は飛場・竜徹に移植された。
ショートル3
概念戦争時代に護国課と協力した機竜。
単体では唯一黒陽の装甲を穿てる武装、宵星砲を搭載していた。概念戦争当時にリチャード・サンダーソンを5th-Gに導き、滅亡の真相を知らしめる事となる。
黒陽との決戦で相打ちとなり、失われたと思われていた。
セイル・ノースウィンド
通称「北風閣下」。発足した日本UCATを征圧すべく、戦勝国側のUCATを引き連れて来た男。ダン・原川の親族と思われるが詳細は不明。
アルナズ・メサム
アブラム・メサムの妻。旧姓はサハン。
盲目の中東系老女。奥多摩UCAT内で生活しているが、基本的に一般人。没落しかけた中東の名家に産まれ、アブラム本人との婚約で免れようとしたが、婚約は破られ家は潰えた。
その後アブラムと共に死のうとしたが、アブラムを名乗ったサルバと出会い、別人と悟りつつも深い懺悔を認め夫婦となった。

#### 旧日本UCAT
佐山・浅犠（さやま・あさぎ）
旧日本UCATと五大頂の長。佐山・御言の父。
佐山・愉命（当時は戸田・愉命）と新庄・由起緒は同級生で友好があった。
優れた技術者でもあり、多くの概念兵器や封印技術を考案した。関西大震災の救助活動中に死亡したとされるが、実際はノア逆封印に巻き込まれ、片腕を失って1940年代にゲオルギウスの片方と共に落ちた。
そこで衣笠・天恭を名乗る。
佐山・諭命（さやま・ゆめ）
佐山・浅犠の妻で、佐山・御言の母。浅犠の事を「あっちゃん」と呼ぶ。
浅犠と新庄・由起緒は尊秋多学院の同級生で友好があった。由起緒とはルームメイトだった。両親は定食屋を営むが、愉命の学生時代に惨殺された。
幼い頃に御言と無理心中しようとして死亡したとされるが、実際は統制の取れていなかった頃の“軍”の過激派から御言を庇い、死亡した。
飛場・竜一（ひば・りゅういち）
飛場・竜司の父。五大頂の一人。
元々は「化物退治」と称して独自に異G残党に対処していた人物で、佐山・浅犠の勧誘で「気が向いたときだけ」という条件で日本UCATに協力していた。
関西大震災で錯乱した長田・竜美によって重傷を負い、その後手当てしないまま逆封印形成を行ったので致命傷となり、虚無空間に呑み込まれた。
アルベルト・ノースウィンド
ダン・原川の父。五大頂の一人。
表向きは米軍所属の狙撃兵とし、実際は米国UCATから転属してきた男。関西大震災に尽力した末に死亡、飛場・竜一やジェームス・サンダーソンと共に虚無空間に呑み込まれた。
その直前、ジェームスとはお互いの子を会わせる事を約束した。
ジェームズ・サンダーソン
ヒオ・サンダーソンの実父。五大頂の一人。
（厳密には違うが）リチャード・サンダーソンの眷属である事を誇り、米国UCATから日本UCATに亡命した。
機竜のエースパイロットとして名を馳せ、関西大震災にも参戦した。大城・至を生かすために機竜を手放して死亡、虚無空間に呑まれた。
アルベルト・ノースウィンドとはお互いの子を会わせる事を約束した。
出雲・烈（いずも・れつ）
出雲・覚の父。元日本UCAT局長で、現IAI社長兼日本UCAT前副部長。
覚と同じくLow-G人類と10th-G神族のハーフ。覚を上回るエロさとアバウトさを見せる破天荒な性格。
月読・有人（つくよみ・ありひと）
月読・史弦の亡夫で元日本UCAT開発部主任。機殻剣「美明」の開発者。関西大震災にて死亡。
原川・唯（はらかわ・ゆい）
ダン・原川の母。元旧日本UCAAT所属の賢石使い。関西大震災でマイナス概念の影響により不治の病を煩い、以降はUCATを抜けて病院で療養している。
新庄・由起緒（しんじょう・ゆきお）
新庄・運切の母。概念創造技術を完成させた技術者。後にTop-Gへ亡命。
浅犠と諭命とは尊秋多学院の同級生で友好があった。諭命とはルームメイトだった。教会で育った孤児であり、聖書に詳しい。
Low-Gの招聘で概念創造技術を研究、そこで由起夫と夫婦になり、新庄・運切を産む。その後Top-Gで概念創造が行われて関西大震災が発生、運切を逃して死去。

### 独逸UCAT
ディアナ・ゾーンブルク
全竜交渉の独逸UCAT監査。生存する唯一の五大頂。「母猫」の異名を持つ。
ジークフリート・ゾーンブルクの姪にあたる灰色髪の女性。オドーの書類上の妻。一時期ヒオの家庭教師をしていた。
不老技術を受けるが、延命処置はしていない。現存最高と謳われる女性術式使い（魔女）。ブレンヒルト・シルトとは仲が悪い。大城・至やロジャー・シュリー、原川・唯とは旧知。

### 米国UCAT
オドー
米国UCAT暫定監査。ディアナ・ゾーンブルクの書類上の夫。「悪臭」の賢石を使う。
最初の一言を二度繰り返す癖がある。生粋の米国至上主義者。かつて親を失い、引き取られた先で虐待を受けた。
オドー（悪臭の意）という名はその頃のもので、本名を隠す為に今も名乗る。5th-Gの全竜交渉後は横田米軍基地に駐留する。
本名はリチャード・ディビス。ヒオ・サンダーソンの唯一の肉親。
ロジャー・シュリー
米国UCAT暫定監査補佐。オドーの副官。夢砂を使う。
旧日本UCATに所属した事があり、そのツテでオドーを補佐する。
大城・至やディアナ・ゾーンブルク、原川・唯とは面識があり、少佐になった今も彼等には頭が上がらない。
日本UCATを離れる際にゲオルギウス企画書を預けられた。Top-Gや関西大震災の真相を知る数少ない人物の一人。

### 中国UCAT
趙・羽（ちょう・う）
中国UCAT代表。趙・晴の甥。Top-Gの告発に際して来日する。

### 1st-G
ブレンヒルト・シルト
声：豊嶋真千子
尊秋多学院3年生。美術部部長。1st-Gの魔女。“鎮魂の曲刃”を使う。
現存唯一の1st-G長寿族の少女。黒猫と小鳥を連れる。市街派に属し、ジークフリート・ゾーンブルクの監視役として尊秋多学院に入学していた。
幼年期はナインという名前でグートルーネやレギン、ジークフリートと共に暮らしていた。ディアナ・ゾーンブルクとは事ある毎に衝突する。
黒猫（くろねこ）
声：野田順子
ブレンヒルト・シルトの使い魔。Low-G生まれの猫。一言多い所があり、よくブレンヒルトに折檻される。思考が硬直しがちなブレンヒルトを導く事が多い。
小鳥（ことり）
ブレンヒルト・シルトが保護した幼い野鳥。ブレンヒルトとジークフリート・ゾーンブルクの繋がりを取り戻すきっかけになった。主にブレンヒルトの頭頂部が定位置。
ハーゲン
声-阪脩
市街派の長。ファブニール改と合一している。1st-G王の弟でレギンの兄。
元1st-G冥界管理長で、“鎮魂の曲刃”の本来の持主。Low-Gで市街派を維持するためにファブニール改と合一した。
機体とのズレで意識の寿命が近付いている。ブレンヒルト・シルトの過去を知る数少ない人物。長く非戦路線を取っていたが、グラム運搬を機として全軍を率いて奪取に向かった。
ファーゾルト
1st-Gの半竜で居留地の長。語り部。
1st-Gの全竜交渉における事前交渉の相手となる。恭順の証として両翼を自ら断っている。
ファーフナーや一部の生き残りには「保身を望んだ軟弱者」とされるが、本人は1st-Gの誇りを見失っていない。長命で幼い頃の大城・一夫や新庄・運切を知っている。
ファーフナー
声：竹本英史
市街派主力。若手達のリーダー格。ファーゾルトの息子にあたる半竜。
闇渡りの半竜であり、意思の届く範囲でなら影の中を移動する事が出来る。
父に反して苛烈な性格であり、1st-G種族である事を誇りつつも帰化二世である為に故郷を知らず、その事に憤って市街派に身を移した。
1st-Gの全竜交渉で出雲・覚と交戦、両翼を断たれて敗北した。後にファーゾルトの元へ戻る。
グートルーネ
声：小山裕香
ヴォータン王国の第一王女。故人。
概念戦争で傷心した1st-G王に遠ざけられ、レギンの元で暮らしていた。後にブレンヒルト・シルト（当時はナイン）やジークフリート・ゾーンブルクを保護し、一時期は4人で家族同様に生活していた。
暴走したファブニールによって致命傷を負い、残った民をLow-Gへ避難させた後に死去。
レギン
賢者と名を馳せた人物。1st-G王の弟。故人。
グートルーネやブレンヒルト・シルト（当時はナイン）、ジークフリート・ゾーンブルクの身元を引き受けた。
侵略者であるジークフリートを疑ったが、後に家族同然の関係を築く。しかし裏切ったジークフリートから概念核を護ろうとファブニールに搭乗、交戦するも殺されて概念核を奪われたとされている。

### 2nd-G
鹿島・昭緒（かしま・あきお）
日本UCAT開発部主任。タケミカヅチを意味する2nd-G最高の軍神。
過去に未完成のフツノで事故を起こし、鹿島・奈津（当時は高木姓）の心身に重傷を負わせた。以降は自分の力を厭い、概念兵器のアドバイザーや出力調整に徹する。
そして責任をとる為、何も知らない奈津を娶った。全竜交渉を切っ掛けにしてそれらの過去と向き合い、全て込みで生きる覚悟を得る。極度の愛妻家で家族を撮影するのが趣味。
月読・史弦（つくよみ・しづる）
現日本UCAT開発部部長。2nd-G皇族で月読・京の母。
亡父、月読・有人の調査を条件に所属した為、高齢だがUCAT空白期を知らない。京に対しては一貫して放任主義をとる。ツクヨミの姓により月光を操り、月天弓と併用して戦う2nd-G最大戦力。
熱田・雪人（あつた・ゆきひと）
日本UCAT開発部頸部所属。スサノオを意味する2nd-G最高の剣神。鹿島・昭緒の旧友。
並外れた戦闘力を持つ機殻剣使いで、初対面の人間複数に対しても歩法を発動出来る。
田宮・遼子の同窓で、彼女を慕うが一向に気付いてもらえない。荒い言動と奇特な歌のセンスから、UCATではある種の禁忌扱いをされている。佐山・浅犠と面識がある。
鹿島・奈津（かしま・なつ）
鹿島・昭緒の妻で、鹿島・晴美の母。
Gの事を知らない、Low-Gの一般人。過去に昭緒の起こした事故に巻き込まれて左の薬指と小指を失い、重度の降雨恐怖症を得た。
良妻賢母を絵に描いたような人物だが、昭緒に対して幾つかの嘘があり、それを負目に感じている。父親は日本神話専攻の学者で絵本を出版している。
鹿島・晴美（かしま・はるみ）
鹿島・昭緒と鹿島・奈津の娘。2nd-GとLow-Gの帰化三世。昭緒の溺愛の対象。
鹿島夫妻
鹿島・昭緒の両親。いずれも2nd-G人。刀工の道を捨て、農業で生活する。鹿島・奈津を「なっちゃん」と呼び、溺愛している。飛場・竜徹とは農業仲間。
カシマ
鹿島・昭緒の祖父。大城・宏昌とは犬猿の仲とされる。Low-Gに馴染むのを嫌い、生涯名前に漢字を当てる事はなかった。昭緒の学生時代に死去。

### 3rd-G
月読・京（つくよみ・みやこ）
月読・史弦の娘。後の3rd-G王妃。
Low-Gの一般人として育つがテュポーンと荒帝の争いに巻き込まれ、3rd-G残党に関わる。そこでアポルオンや自動人形達に認められ、アポルオンの子を身籠る。
以降はアポルオンが復活するまでの3rd-G暫定指導者となり、出雲UCATの技術者として就職する。
アポルオン
当代3rd-G王。月読・京の夫。日中の時間を司る。
ゼウスに対する穏健派だったが、多くの臣民や妹を失った事で反抗を諦めた。後に飛場・竜徹に殺され、アルテミスの計らいで半端ながら蘇生する。
諦観から漫然と生活していたが、京との交流で気概を取り戻す。3rd-Gの全竜交渉でテュポーンの呪いから解放され、操縦槽の中で肉体を再構成する為の眠りにつく。
アルテミス
アポルオンの妹。故人。夜中の時間を司る。
生殖能力の欠如から武神の部品に変えられ、水色の武神の副搭乗者になる。死にかけたアポルオンを生かす為にテュポーンを乗っ取り、アポルオンを不完全ながら蘇生する。
精神はテュポーンに宿り、死の瞬間を思い出すとアポルオンの意思を奪い暴走する。3rd-Gの全竜交渉でアポルオンを再構成して冥府に入る。
クロノス
3rd-G先々代王。後にゼウスに王位を奪われ幽閉された。
優秀な技術者であり、幽閉後も多様な自動人形や武神を開発している。人間に進化する自動人形ボディもクロノスが造った。
美影が奪われた後にゼウスの目を盗んで護国課に現れ、荒人・改の改修をシビュレに命じた。自らの肉体を荒帝の部品に変えている。
ゼウス
3rd-G前王。父クロノスを幽閉した。アポルオンとアルテミスの父。
概念戦争に生き残るべく圧政を敷き、「穢れ」と呼ばれる無数の罪をつくる。レアを殺して美影を奪い、9th-Gと共にLow-Gを侵攻した。
自ら冥府に落ち、相談役として人格の複製を持った武神を残したとされるが、実際は本人だった。飛場・竜徹との交戦で死亡、その直前にアポルオンを自動人形達に託す。
モイラ1st（-ファースト）
モイラシリーズ1号機。で3姉妹の長女。
量産型自動人形の指導者で、他よりも判断基準が高く設定されている。記憶を偽造する機能を持ち、モイラ3rdと組んで人間の記憶管理を行う。
戦闘では自動人形達を指揮し、重力レールガンの指導と弾丸補充役を勤める。
モイラ2nd（-セカンド）
モイラシリーズ2号機で3姉妹の次女。
3rd-G本拠地の客人を世話をする任にあるが、来る者全てに恐れられ、諦観から表情も言葉も失っていた。しかし月読・京との交流でそれを払拭する。
記憶や体調などの生体の機微を感知する能力に長ける。戦闘では精密制御能力を活かして最大8体の武神を同時に遠隔操縦する。
モイラ3rd（-サード）
モイラシリーズの3号機で3姉妹の末っ子。
小柄で言動も幼く、非常にハイテンション。人間の記憶を封印する機能を持ち、モイラ1stと組んで人間の記憶管理を行う。戦闘では主にモイラ1stの補佐につく。
ヴァイオレット
3rd-G残党側の自動人形。本来の名は「13th」で、月読・京の計らいでスミレの名を得た。
他に比べて能力が劣る事から内向的で遠慮がちな性格だったが、京との交流で前向きになった。
ボディとの相性が芳しくないが、逆にそれが特性となって高い戦闘力となる。日頃の失敗や長田・竜美との戦闘でスペアボディを全て失い、一時は武神の機体になった事がある。
ギュエス
ヘカトンケイルシリーズの生き残り。近接戦闘を担当。
一見すると赤いスーツを着た女性だが、袖の中に軟質金属の剣を隠し、重力制御でそれを硬化・制御して戦う。また専用の武神を短時間なら遠隔操作出来る。
当初月読・京とは衝突したが後に主と認め、3rd-Gの全竜交渉後は京の護衛として出雲UCATに所属する。モイラ3rdとつるむ事が多い。
アイガイオン
ヘカトンケイルシリーズの1体。中距離・広範囲戦闘を担当。
八百屋装束をした巨漢。情報収集として八百屋で働くが、そこの家族とは縁が深い（八百屋の人々はアイガイオンが自動人形だとは知らない）。
戸田・命刻との戦闘で致命的損傷を負い、後にコットスと共に長田・辰美やアレックスに挑んで破壊された。自動人形達の侍女服や花を揃えた。
コットス
ヘカトンケイルシリーズの1体。長距離戦闘を担当。
概念戦争中にクロノスが唯一完成させた「自動人形が搭乗した」武神。会話能力が低く、単語の羅列のみで会話を行う。普段は武神同然に格納庫で待機している。
風見・千里との戦闘で大破寸前まで破壊され、後にアイガイオンと共に長田・竜美やアレックスに挑んで破壊された。

### 4th-G
草の獣（くさ-けもの）
4th-G概念で動物化した植物。
体を分化出来る種族で、複数体に見えても一つの意思が動かしている。「草の獣」とは他種族との対話用に捻出したインターフェイスの事。
6脚のトカゲに似た形をとる事が多いが、形状は変えられる。熱を食料とし、主に生物の疲労を余剰熱として食う。
密集すると自重で発熱する為、集団であるだけで生きられる。4th-Gの全竜交渉後は奥多摩UCATの治療部隊や大浴場で働く。
ムキチ
草の獣の指導者。4th-G概念核の化身。
正体は水を体とする概念竜であり、植物に宿って調整すると同時に、情報を共有する事が出来る。
ただしあくまでも宿るだけで、草の獣とは別個体である。概念戦争中は正体不明の存在として知られ、見破ったのは佐山・薫だけだった。

### 5th-G
黒陽（こくよう）
概念核を内蔵する5th-G最強の黒い大機竜。Low-Gではテスカトリポカと呼ばれた事がある。
元は概念戦争における防衛用として開発されたが、「要塞化した惑星を壊せば争いは無くなる」と解釈して2つの惑星を破壊、5th-G人類を死滅させた為に暴走したとされる。
実際は9th-Gの細菌兵器で苦しむ5th-G人類の介錯として破壊した。後に宵星砲により北海道近海に沈むが、双胴の非変形型として復活する。
白創（はくそう）
概念核を内蔵していた白い大機竜。Low-Gではケツアルコアトルと呼ばれた事がある。
気象管理用として黒陽と共に開発された。黒陽が暴走した後は機竜達の長として対立した。
概念戦争における黒陽との決戦後、ショートル3を除く全機竜と共に宵星砲と合一、ヴェスパーカノンとなった。
サンダーフェロウ
ヒオ・サンダーソンを護る機竜。普段は概念空間で待機し、危機に際しては自律行動で現れる。
大破したショートル3が自ら修復・進化した機体であり、「ショートル3」の名を放棄したために記憶を失い、機体性能も引き出せず迷彩で姿を隠していた。
5th-Gの全竜交渉でヒオの前に現れ、一度は拒絶されるがダン・原川の諭しで和解、「雷の眷属の同志（サンダーフェロウ）」の名を得て覚醒する。

### 6th-G
全竜交渉部隊のロベルト・ボルドマンの項を参照。

### 7th-G
一光（いっこう）
四竜兄弟の長男。固定概念は「力は無限となる」。:装甲服を着ているのが特徴。武具の使用技術に特化した肉体を持ち、固有概念と相性の良い無列を使う。本体の玉の色は青。
二順（にじゅん）
四竜兄弟の次男。固有概念は「真実のみとなる」。白衣を着ているのが特徴。身体能力に特化した肉体を持ち、更に肉体強化系の概念符を用いる。本体の玉の色は赤。
三明（みつあき）
四竜兄弟の3男。固有概念は「解り合えるものはない」。チーパオを着ているのが特徴。後方支援に特化しており、単純な戦闘力は4兄弟中最弱。天地戯画・一丸を使用する。本体の玉の色は黒。
四吉（よんきち）
四竜兄弟の末子。固有概念は「世界は一瞬で真逆となる」。4兄弟最強の戦闘力と引き換えに最も頭が悪い。固有武装として大聖を持つ。個性を出す為にエキセントリックな言動をとり、髪を黒く染めている。本体の玉の色は白。

### 8th-G
ワムナビ
8th-G概念核の化身。
ワムナビの遣い達の共有された意識から漏れ出した、余剰分の意識で出来た思念体。熱量と情報の存在であり、ワムナビの遣いが一定以上密集しなければ発生しない。その為8th-Gの概念核を奪う事は非常に難しい。
ワムナビの遣い（-つか-）
8th-G概念で動物化した熱エネルギー。
熱量を補給する為、思考によって熱量を稼ぐ。その延長線上として、周囲の別個体と意思を共有して莫大な計算速度を作る能力を得た。
当初は剥き出しの状態だったが、長い年月で鉱物に宿り無駄な発散を抑える手段を得た。
草の獣と異なり、個性を持って分化しつつも意識を共有して一個体になる事が出来る。新庄・要との交流でしりとりを学び、暇な時はそれで熱量を稼ぐ。

### 9th-G
ハジ
“軍”の長。元9th-G大将軍。命刻と詩乃の養父。
隻眼をした巨躯の老人。大臣達の裏切りでサルバを失い、戦死の罪を着せられ、その贖罪としてサハルナズはザッハークの部品になった。
アブラムとの戦闘で片目を失い、9th-G滅亡の後にTop-Gに亡命した。失った片目には「停止」の複製概念を入れている。
サルバ
9th-G王だった男。紆余曲折の末にアブラム・メサムを名乗る。初期日本UCATの八大竜王の欄を参照。
サハルナズ
ハジの妹。サルバと婚約していた。ハジを救う為にザッハークの部品となり、アブラム・メサムを名乗ったサルバによってザッハークごと破壊される。

### 10th-G
ヨルス
“軍”に協力する10th-G神族。通称「期待外れのヨルス」。出雲・覚の母方の祖母。
延命処置を受けている巨躯の老女。覚の父方の祖母の友人でもあり、友人と娘（覚の母）といった大事な相手が揃って自分を捨ててLow-Gに走った頃から、誰かに期待する事をやめた。
それ故に 覚を「期待外れの塊」として厭い、10th-G居留地に住んでいた頃も一度として会わなかった。「相手の期待を絶対に外す」概念を使う。

### Top-G
戸田・命刻（とだ・みこく）
“軍”主力。Top-Gにおける佐山・御言。
Top-G消滅後は“軍”に育てられ、長田・竜美に鍛えられた。御言に反して精神的に未熟で、田宮・詩乃との関係や自分の在り方に悩む。
詩乃を思うあまり過保護となり、全竜交渉が終局に近づくに連れてすれ違うようになる。強力な再生の賢石を埋め込まれており、限りなく不死に近い。刀型の機殻剣や賢石を使う。
田宮・詩乃（たみや・しの）
“軍”に所属する少女。Top-Gの生き残りの中で、唯一「偽者」がいない。
義姉の戸田・命刻や“軍”の仲間達を慕い、役に立とうと訓練や任務に従事する。しかし争いから遠ざけようとする命刻とは、次第にすれ違っていく。
両親から貰った意思を操る賢石により、犬の霊を操り、対人では意思を強制する事が出来る。Low-GとTop-Gの代表戦で命刻の自害を妨げ死去。
長田・竜美（ながた・たつみ）
“軍”主力。Top-Gにおける飛場・竜司。かつて飛場家で育てられ、竜司の義姉だった。
戸田・命刻に戦闘技術を教え、また迷いの多い彼女を諭す。アレックスを大事に思っている。
飛場・竜一を殺したと思っており、いつか竜司によって負かされる事を望んでいる。
年長者的な性格だが、エロに対する免疫が低い。あらゆる力を受け流す技術を持ち、美明やナイフを武器に無類の戦闘力を誇る。
アレックス
“軍”の機竜戦力。Top-Gにおけるヒオ・サンダーソン。
自称「正義の味方」で、独自の正義を強引なまでに強行する。長田・竜美を二度と泣かさないと誓っている。
マイナス概念による不治の病に侵され、進行を遅らせるために常時機竜と合一している。レヴァイアサンとの最終決戦で活路を開くために特攻、完全に破壊される。
新庄・由起夫（しんじょう・ゆきお）
新庄・運切の父親。由起緒の夫であり、Top-Gにおける由起緒。
不可能とされる概念創造技術を研究していた人物。由起緒とは反発しあっていたが、実は自分の出来なかった事を由起緒の行いに重ね見ており、支援していた。
後にノア内部にゲオルギウス製造施設を建造、Top-G消滅の際に運切を佐山・浅犠に託し、自らをゲオルギウスの部品とした。
ノア
正確には「Arch型自動人形0号」。ノアの制御を司る自動人形。
語尾は「――以上」。新庄・由起緒を模して造られ、背中に12枚の翼を持つ。概念創造を持って「新しい世界」とし、ノア甲板に設置された鐘を祝いに鳴らす事を望みとする。
幼少期の新庄・運切や戸田・命刻達の世話をしていた事がある。レヴァイアサンとの最終決戦で最後に鐘を鳴らし、機能停止した。

### Low-G
田宮・遼子（たみや・りょうこ）
田宮家家長。警備会社の経営者。
かなりの天然だが、締めるときはそれなりに締める和服の女性。かつて佐山・浅犠を慕っていた。熱田・雪人の同窓生だが、彼の寄せる想いには一切気付いていない。
母に無理心中に迫られたと傷心した若い頃の佐山・御言を抱いた事がある。
田宮・孝司（たみや・こうじ）
田宮・遼子の弟。実質的な田宮家のまとめ役。
遼子ともども、佐山・御言を「若」と呼ぶ。非常にしっかりした性格で、姉へのツッコミと尻拭いが主な仕事。
遼子の破天荒な振る舞いに毎回引っ掻き回される苦労人。包丁さばきは熱田・雪人も認めるほどに優れている。
田宮・僚（たみや・りょう）
田宮家の先祖。東京大空襲の頃に妊娠しており、新庄・要に避難用バスの席を譲られて助かった。その恩義として、田宮家は佐山家と新庄家に仕える事を伝えている。
飛場・トシ（ひば・とし）
飛場・竜徹の妻。過去から現在に至るまで、変わらず竜徹のエロ行動に制裁し続ける。
風見 父
テレビ番組の企画者。毎回イロモノ番組を企画しては打ち切られる。自分の番組は映像記録に残さないことを信念としている。かつて戸田・諭命の両親の死をゴシップ的に取材した事を悔いている。
風見 母
専業主婦だが、元売れない昭和アイドル。曲は知られているが、本人を知る者は少ない。関西大震災のチャリティーコンサートで自分のこだわりから唄えず、それを悔いて唄う事を止めていた。

## 既刊一覧
- 川上稔（著）・さとやす（TENKY）（イラスト）、メディアワークス〈電撃文庫〉、全14巻
  1. 『AHEADシリーズ 終わりのクロニクル（1）<上>』2003年6月10日発売[9]、ISBN 4-8402-2389-0
  2. 『AHEADシリーズ 終わりのクロニクル（1）<下>』2003年7月10日発売[10]、ISBN 4-8402-2407-2
  3. 『AHEADシリーズ 終わりのクロニクル（2）<上>』2003年10月10日発売[11]、ISBN 4-8402-2493-5
  4. 『AHEADシリーズ 終わりのクロニクル（2）<下>』2003年11月10日発売[12]、ISBN 4-8402-2515-X
  5. 『AHEADシリーズ 終わりのクロニクル（3）<上>』2004年4月10日発売[13]、ISBN 4-8402-2654-7
  6. 『AHEADシリーズ 終わりのクロニクル（3）<中>』2004年6月10日発売[14]、ISBN 4-8402-2698-9
  7. 『AHEADシリーズ 終わりのクロニクル（3）<下>』2004年7月10日発売[15]、ISBN 4-8402-2731-4
  8. 『AHEADシリーズ 終わりのクロニクル（4）<上>』2004年12月10日発売[16]、ISBN 4-8402-2884-1
  9. 『AHEADシリーズ 終わりのクロニクル（4）<下>』2005年1月10日発売[17]、ISBN 4-8402-2913-9
  10. 『AHEADシリーズ 終わりのクロニクル（5）<上>』2005年6月10日発売[18]、ISBN 4-8402-3062-5
  11. 『AHEADシリーズ 終わりのクロニクル（5）<下>』2005年7月10日発売[19]、ISBN 4-8402-3081-1
  12. 『AHEADシリーズ 終わりのクロニクル（6）<上>』2005年11月10日発売[20]、ISBN 4-8402-3213-X
  13. 『AHEADシリーズ 終わりのクロニクル（6）<下>』2005年11月10日発売[21]、ISBN 4-8402-3214-8
  14. 『AHEADシリーズ 終わりのクロニクル（7）』2005年12月10日発売[22]、ISBN 4-8402-3240-7

## 関連商品
ドラマCD
- AHEADシリーズ 終わりのクロニクル ドラマCD MNCA-9014 T0522640

全竜交渉部隊戦闘記録（イメージサウンドトラック）」
「架空のアニメーションのサウンドトラック」というコンセプトに基づきサウンド化したもの。実質的にはイメージアルバム。
- GET SET - TEAM LEVIATHAN CHRONICLE / 全竜交渉部隊戦闘記録
- AHEAD - TEAM LEVIATHAN CHRONICLE / 全竜交渉部隊戦闘記録
- BREAK - TEAM LEVIATHAN CHRONICLE / 全竜交渉部隊戦闘記録
- GO AHEAD - TEAM LEVIATHAN CHRONICLE / 全竜交渉部隊戦闘記録